# 地鐵

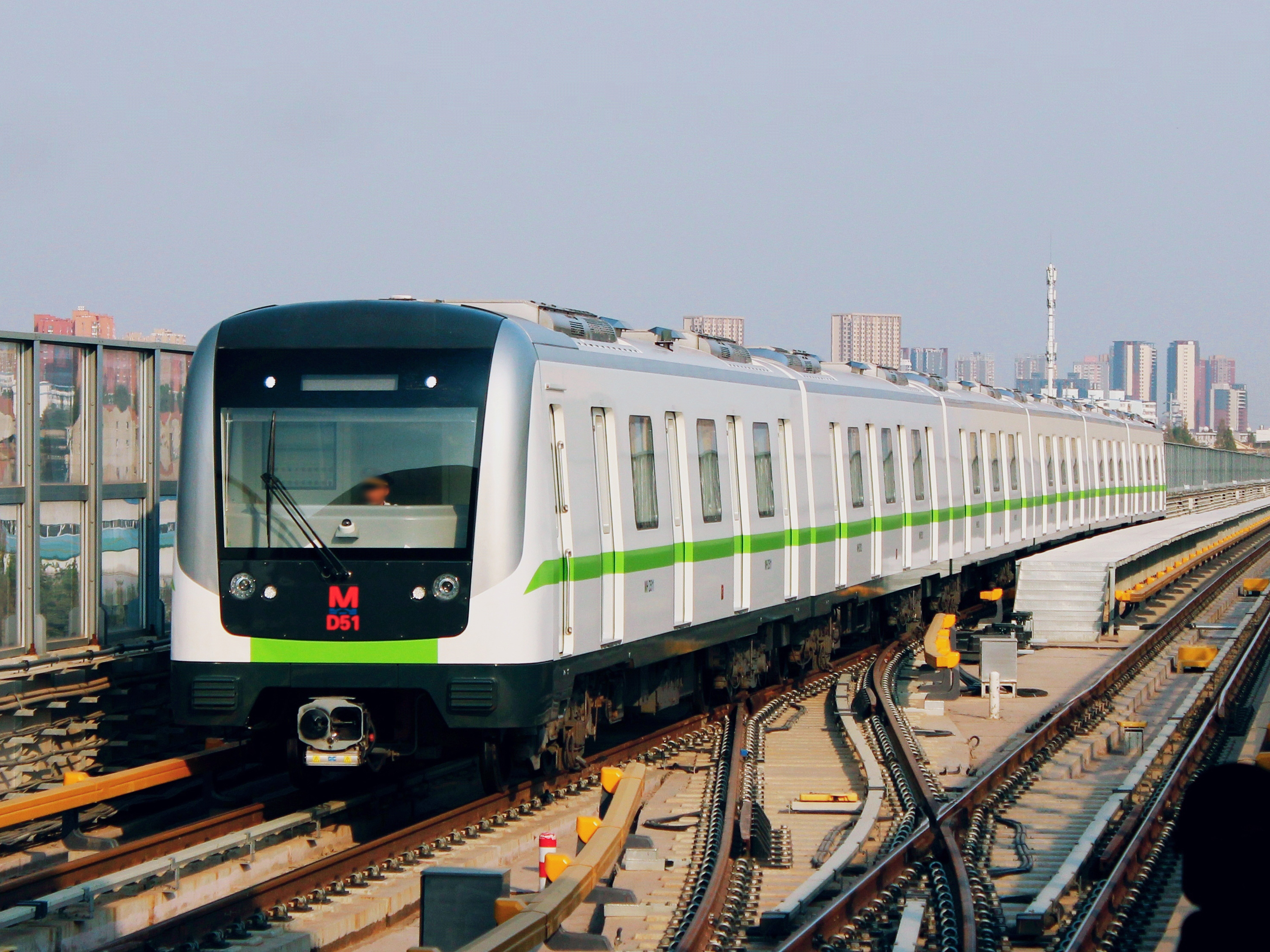
武汉地铁4号线列車

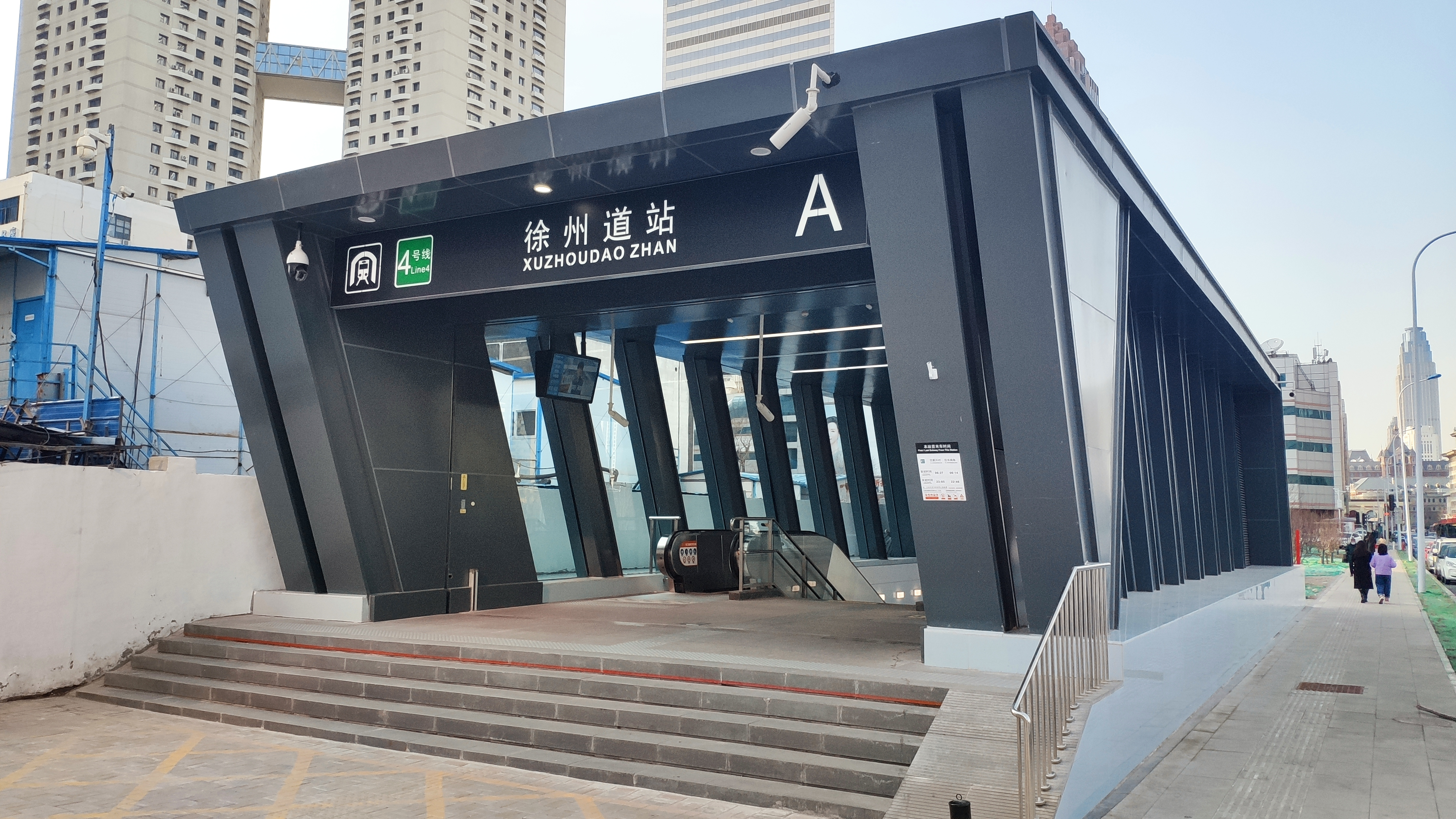
天津地铁的徐州道站A出口

地铁為鐵路運輸的一種形式。地鐵在中文的詞意上有两种理解，但均與城市軌道交通系統相關：
1. 指在地下運行為主的城市鐵路運輸系統，即“地下铁道”或“地下铁”（Metro、subway或underground）的簡稱，在臺灣，捷運一詞隨著臺北捷運興建完成而開始被作為城市軌道交通系統的替代名詞[1][2]，然而臺灣的捷運不僅有地下的鐵道，也包含了地面及高架路段；世界上許多此類系統為了配合修築的環境，並考量建造及營運成本，可能會在城市中心以外地區轉成地面或高架路段。[3]
2. 指涵蓋了各種地下與地上的路权专有、高密度、高运量的城市鐵路運輸系統（U-Bahn 、rapid transit），除了定義1之外，也包括高架铁路（Elevated railway）或路面上铺设的铁路。中國大陸的城市軌道交通標準中規定了地铁必须擁有專有路权且與其他運具線路無平交，以作為區分輕軌運輸系统的主要特徵。[4][5][6][7][8][9]

## 定義
一般來說，現代的地鐵須具有以下幾個條件：
1. 在城市內部運行的大客流量、主要以電力驅動的軌道交通，換言之，該系統須主要在城市內部運行，服務城市；
2. 擁有獨立路權，運輸時不為其他交通系統所干擾；
3. 班次密集，在白天的频率一般在10分鐘以內一趟。

根據這個定義，地鐵無須完全建於地下，可以位於地面或高架橋上；亦無須採用重軌（重量大於每米30公斤的鐵軌），如使用輕軌（重量小於或等於每米30公斤的鐵軌）能做到以上幾點的，應當也能算成地鐵，如溫哥華架空列車（博覽線早期用ICTS Mark I輕軌列車）；至於是採用鋼輪或是膠輪，是傳統的兩根軌道或是跨座式、懸掛式單軌、是用第三軌或是接觸網、是自動駕駛或是有人駕駛、軌距幾何，都不影響這個定義的適用。

## 歷史
世界上首條地下鐵路系統是英國在1863年開通的倫敦大都會鐵路，是為了解決當時倫敦的交通堵塞問題而建。當時電力尚未普及，所以即使是地下鐵路也只能用蒸汽機車。由於機車釋放出的廢氣對人體有害，所以當時的隧道每隔一段距離便要有和地面打通的通風槽。
到了1870年，倫敦開辦了第一條客運的鑽挖式地鐵，位在倫敦塔附近、穿越泰晤士河的倫敦塔地鐵（Tower Subway）。但這條鐵路並不算成功，在營運數個月後便因新通車的倫敦塔橋取代了大部分的旅運量而廢線。現存最早的鑽挖式地下鐵路則在1890年開通，亦位於倫敦，連接市中心與南部地區。最初鐵路的建造者計劃使用類似纜車的推動方法，但最後用了電力機車，使其成為第一條電氣化地鐵，即現時北線的一部分。早期在倫敦市內開通的地下鐵亦於1905年全數電氣化。现存最早的越江地下铁路于1886年开通，位于利物浦，以连接利物浦市中心与河对岸的伯肯黑德码头区。1896年，当时奥匈帝国的城市布达佩斯（現匈牙利首都）开通了欧洲大陆的第一条地铁，共有5公里，11站，至今仍在使用。
法國巴黎的巴黎地鐵在1900年開通，最初的法文名字（法文直譯意指「大都會鐵路」）是從直接譯過去的，後來縮短成，所以現在很多城市軌道系統都稱Metro。苏联的地鐵也順理成章，称作，简称。
至於亞洲第一條地下鐵則是日本東京地鐵的銀座線，於1927年開始通車。
不少地鐵在施工期間挖出文物古蹟，處理方式則各有不同。

## 地鐵施工
在地底下挖隧道並不是一件容易的事，而且需要極大量的金錢和時間，至少也要好幾年才能完成。以下为地铁的主要施工方法。

### 明挖回填

1967年9月20日，美国间谍卫星日冕卫星KH-4B拍摄的照片，采用明挖回填方式建设的北京地铁一期工程路线一览无余

最簡單直接的方法是明挖回填。這種方法一般是在街道上挖掘一條大溝渠，然後在其內鋪設軌道、建造隧道結構，隧道有足夠的承托力後才把路面重新鋪上。
除了道路被掘開，其他地下結構如電線、電話線、水管等都需要重新配置。
建這種隧道的物料一般是混凝土或鋼，但較舊的系統也有使用磚塊和鐵。

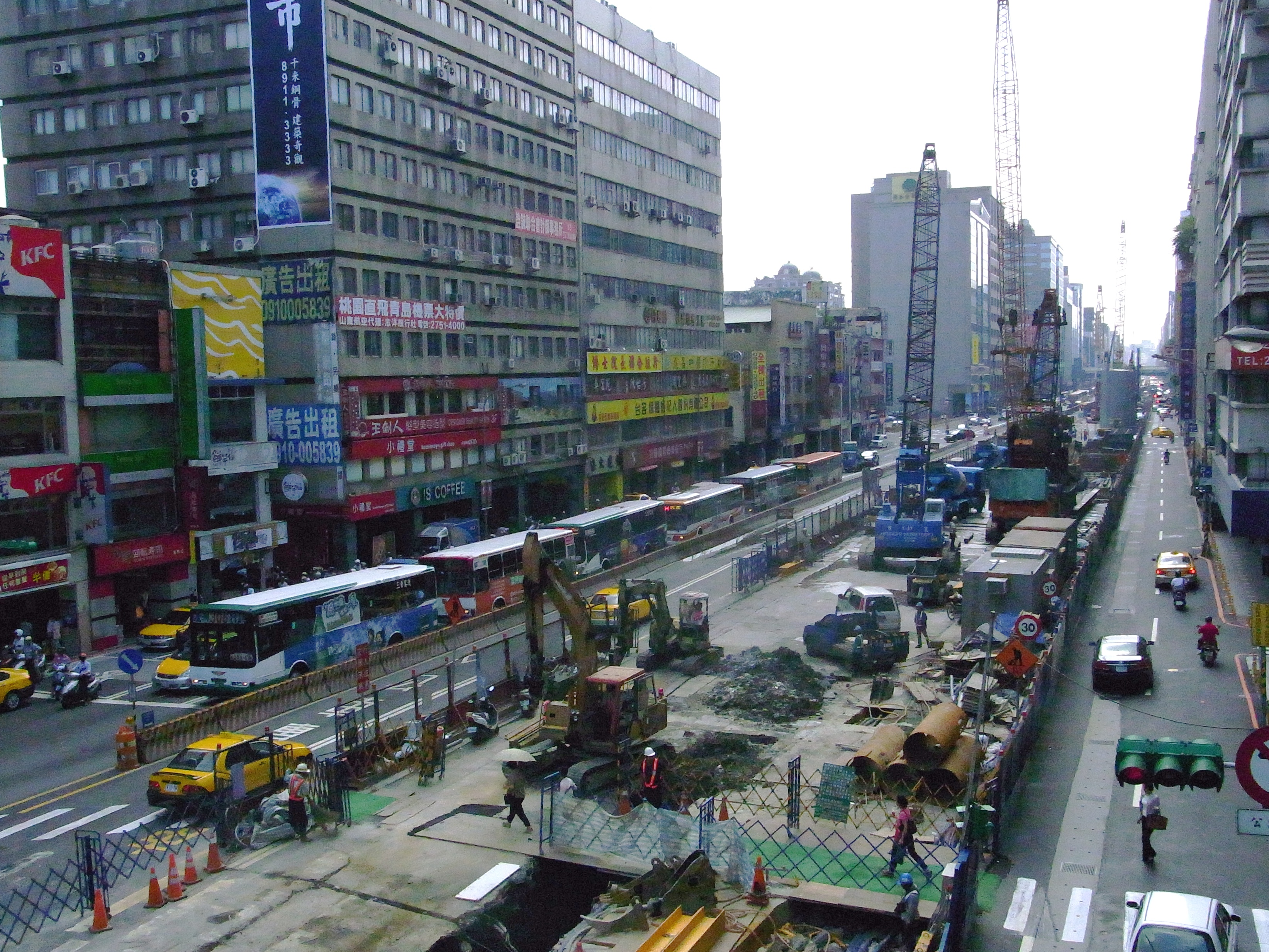
明挖回填法的案例——台北捷運松山線。松山線並非全線皆使用明挖回填，此段因有袋型軌僅可使用明挖回填法

### 蓋挖法
當地下工程施做時需要穿越公路、建築等障礙物而採取的新型工程施工方法，是由地面向下開挖至一定深度後，將頂部封閉，其餘的下部工程在封閉的頂蓋下進行施工。主體結構可以順作，也可以逆作。
蓋挖法適用於鬆散的地質條件、隧道處於地下水位以上的地區。
特點：對結構的水平位移小，安全係數高，對地面的影響小，只在短時間內封鎖地面交通，施工受外界氣候的影響小。但是，蓋板上不允許留下過多的豎井，後續開挖土方需要水平運輸，出土不方便，施工空間較小，施工速度慢，工期長，費用較高。

### 浅埋暗挖
适用于浅表软弱地层的地下工程设计、施工，为距离地表较近的地下进行各种类型地下洞室暗挖施工的一种方法。在城镇软弱围岩地层中在浅埋条件下修建地下工程（隧道，地下泊车场等），需以改造地质条件为前提，控制地表沉降为侧重点，使用格栅（或其他钢结构）和喷锚作为初期支护手段，并大部分的遵循“新奥法”原理，按照十八字原则（即管超前、严注浆、短开挖、强支护、快封闭、勤量测）进行隧道的设计和施工。

### 矿山法
属于暗挖法的其中一种，主要用钻眼填充炸药爆破的方法开挖断面而修筑隧道及地下工程的施工方法。因借鉴矿山开拓巷道的方法，故名矿山法。用矿山法施工时，将整个断面分部开挖至设计轮廓，并随之修筑衬砌。当地层松软时，则可采用简便挖掘机具掘进，并根据围岩稳定程度，在需要时应边开挖边支护。分部开挖时，断面上最先开挖导坑，再由导坑向断面设计轮廓进行扩大开挖。分部开挖主要是为了减少对围岩的扰动，分部的大小和多少视地质条件、隧道断面尺寸、支护类型而定。在坚实、整体的岩层中，对中、小断面的隧道，可不分部而将全断面一次开挖。如遇松软、破碎地层，须分部开挖，并配合开挖及时设置临时支撑，以防止土石坍塌。

### 鑽挖法

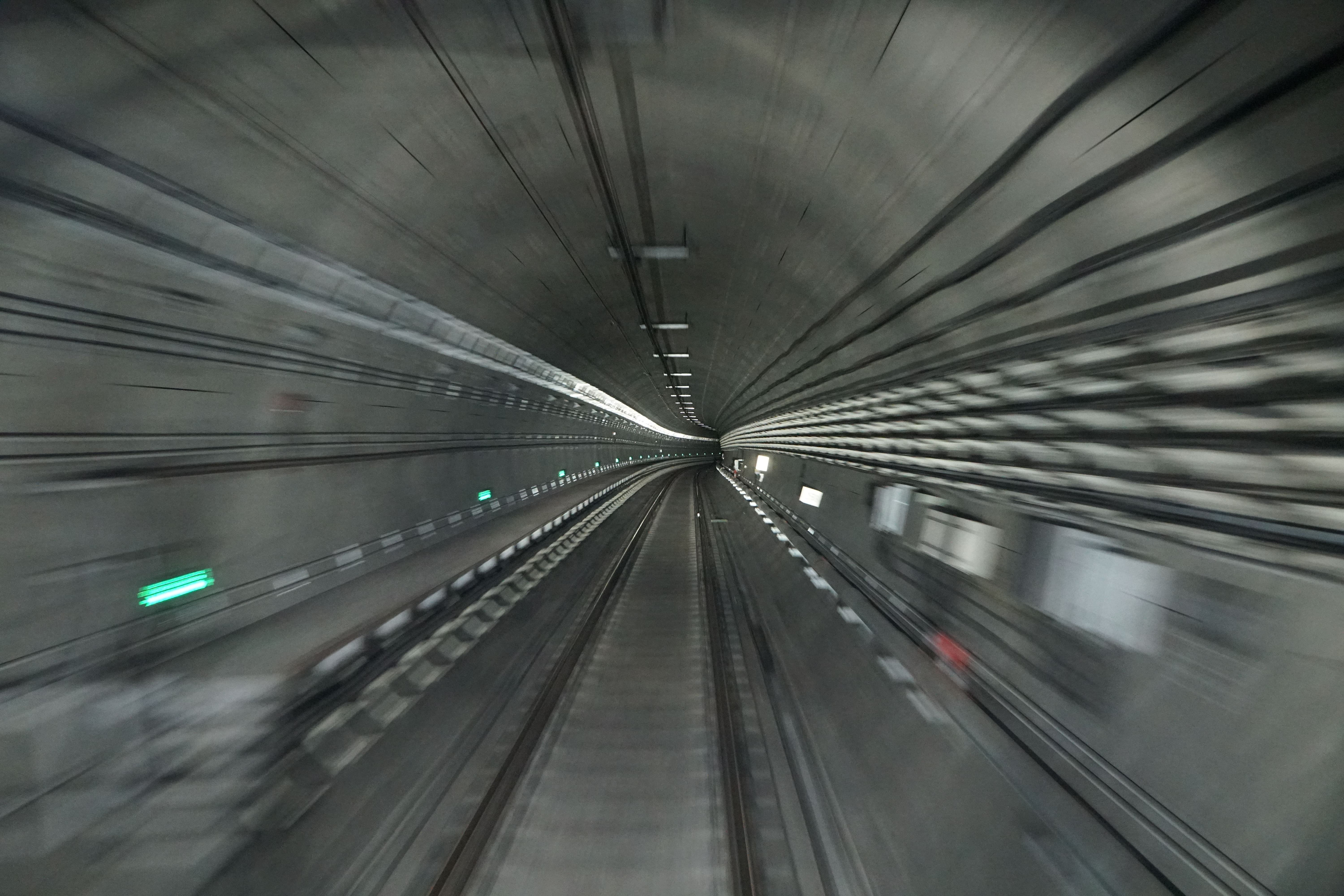
使用盾构机建造的地铁隧道内部，截面呈圆形

方法是先在地面某處挖一個豎井，再在井底挖掘隧道。最常見的方法為使用鑽挖機（潛盾機，盾構機），一面挖掘一面把預先準備好的組件安裝在隧道壁上。對於建築物高度密集的地方或無法進行明挖法的區域（如水域），鑽挖法甚至是唯一可行的建造方法。
這種方法的優點是對街道交通或其他地下設施的影響非常小，甚至可在水底建造（倫敦、紐約、東京、香港、首爾和廣州等都市的城市軌道系統都有很多越過河流或海港的隧道）；隧道的設計也有較多的創作空間，例如車站會比站與站之間的隧道高一些，有助列車離站時加速以及進站時減速。此外，當要挖掘較深的隧道時也常採用此法。
但這種挖法也不是沒有缺點的，除了成本較高之外，也經常需要留意地下水的影響；另外在一些較硬的岩層開挖，可能需要炸藥。地下空氣供應問題甚至隧道坍塌亦有可能造成工人傷亡。此外，對於建築高度密集的地方，挖掘時除了要留意避免對工地四周的建築結構造成影響以外，有時亦要統籌所在的公用事業，把地底的輸水、輸電管線遷移，以便騰出地方來興建列車通道。

### 沉管式
只適用在水下建設隧道。將海床挖掘至指定深度，然後將預製隧道組件下沉至預定位置，再抽走積水、鋪上鐵軌即完成。

## 供電方式

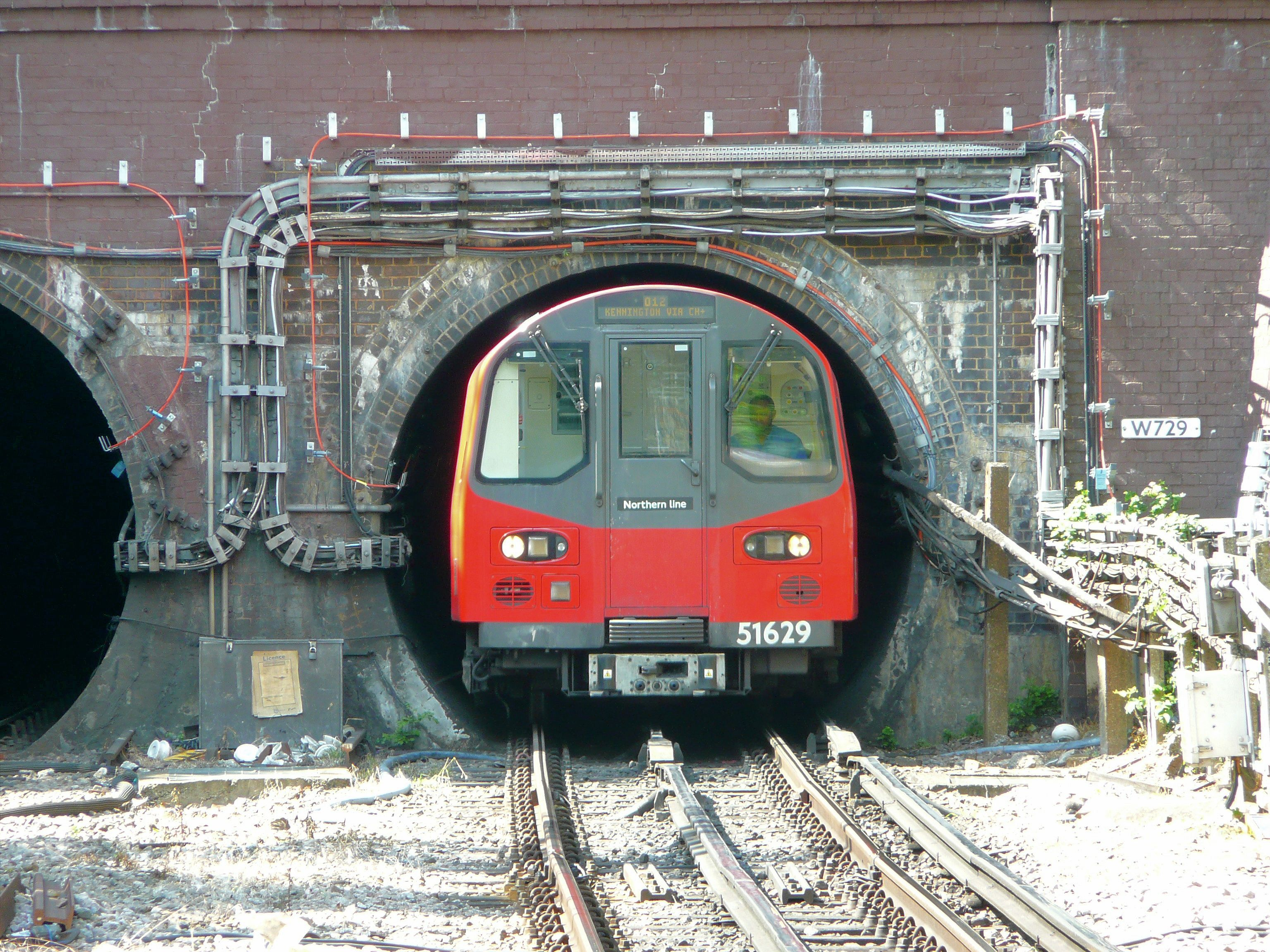
内径仅有3.81m的伦敦地铁北线隧道

全世界絕大多數地鐵均採電氣化提供車輛動力。一般而言，為減低隧道建造成本，地铁隧道必须尽可能小，对于明挖法时代修建的地铁，由于隧道断面多呈方形，因此为了减少开挖面积，此时期地下鐵會選擇使用第三軌供電方式以縮小隧道斷面。对于现代常用的盾构法建造而言，则多用刚性接触网系统，因为隧道呈现圆形断面，使用刚性接触网并不增加隧道直径，反而是使用第三軌供電可能增加隧道直径。此外，剛性電纜亦可與柔性電纜直接連結。当今世界地铁系统概括来看，接触网系统属于后发致胜，逐渐成为主流系统。
地鐵的供電方式主要如下：

### 軌道供電
第三轨又称作接触轨，軌道供電主要為第三軌供電，少數採用第四軌供電。第三軌在原有兩軌路線側邊新增軌道帶電，車輛則利用集電靴獲得電力；電流經車輪和運行軌道回到發電廠。第四軌除了原有車輪支撐導引用軌道外，另外增設兩條軌道各供應直流電正負兩極，或者供應三相交流電，但不如第三軌式經濟，故不常見。

### 高架電車線
電力由高架電車線提供，車輛則利用集電弓獲得電力，有時亦會以車輪經過軌道將電流帶回發電廠。使用架空電纜供電的地下鐵，電纜設置會非常低，幾乎觸及車頂，以減少隧道高度，從而減低建造成本。
由於上述原因，地下鐵均會使用直流供電，減少絕緣距離，隧道可以造得較低。相同等效電壓的交流電需要√2倍的絕緣距離。
常見的直流供電有600V、750V、1500V及3kV。交流供電則有15kV及25kV。因此，直流供電需要建造更多的變壓站。但對比整條鐵路採用較大的隧道，建造更多變壓站成本較低。

## 優點和缺點

### 優點
- 節省土地：由於一般大都市的市區地皮價值高昂，將鐵路建於地底，可以節省地面空間，令地面地皮可以作其他用途；
- 減少噪音：如果是经过精确设计的地铁系统，无论在地下还是地面，其车外噪音均低于一般公路。
- 減少干擾：由於地鐵的行駛路線不與其他運輸系統（如地面道路）重疊、交叉，路权专有（不专有的城市轨道交通系统称为轻轨或者有轨电车），因此行車受到的交通干擾較少，可節省大量通勤時間。
- 節約能源：在全球暖化問題下，地鐵是最佳大眾交通運輸工具。由於地鐵行車速度穩定，大量節省通勤時間，吸引民眾搭乘，也取代了許多開車所消耗的能源。此項原则上不包含全部或者大部分区间建于地下的地铁系统，地下线路车站的通风环控照明等消耗巨大，一般来说是列车运行能耗的4-6倍。

### 缺點
- 建造成本較高：由於要鑽挖地底，并且需要避开或迁移地下先前埋设的管线，使得鐵路的建造成本比建於地面高昂。
- 因大部分站点需要明挖法建造，使得建造期间地铁工地附近的道路交通挤塞。
- 速度受限：地下隧道如高速行駛會因風阻產生活塞效應，必須控制速度、設置地鐵通風口（通風豎井）、或者是隧道內抽成真空才行，後者尚無實例；也因如此，高速鐵路幾乎很少有地下化車站，以台灣高鐵的北部地下化路段為例，最高速度僅為時速120公里，若是以時速300公里的最高營運速度來行走該路段，活塞效應所造成的風阻力量足以造成高鐵桃園站所有玻璃碎裂，直到2011年的改善工程完工才改變此現狀。

## 安全性
雖然地鐵對於雪災、冰雹及強風的抵御能力較強。但是對地震、水災、火災和恐怖攻擊等抵禦能力很弱。由於地鐵的構造，導致很容易因為這些因素發生悲劇。為此自地鐵出現以來，工程師們就不斷持續研究如何提高地鐵的安全性。

### 地震
地震可以導致行進中的車輛出軌，因此地鐵都設計有遇到地震立即停駛的功能。為防止地鐵地道坍塌，處於地震地帶的地鐵結構必須特別堅固。

### 水災
由於地鐵的地底路段低於地平線，而導致地上的雨水容易灌入地鐵內的設施。因此地鐵在設計時不得不規劃充分的防水排水設施，即使如此也可能發生地鐵站淹水事件。為此在發生暴雨之時，地鐵車站入口的防潮板和線路上的防水閘門都要關閉。
知名事件：
- 台北捷運在納莉颱風侵襲時發生的淹水事件。
- 名古屋市營地下鐵在2000年9月11日東海豪雨時的淹水事件。
- 紐約地鐵在2012年颶風珊迪時的淹水事件。
- 深圳地铁2014年3月大雨時机场东站發生淹水。
- 北京地铁2011年6月23日受大雨影响，1号线、13号线区间运营，亦庄线停运。
- 深圳地铁2017年6月13日受大雨影响，车公庙站发生淹水。
- 广州地铁2020年5月22日受大雨影响，13号线全线停运。
- 杭州地铁2021年1月4日傍晚受到外部施工事故影响导致隧道进水，7号线奥体中心站和兴议站被迫关闭[13]。
- 郑州地铁2021年7月20日，受极端暴雨影响，全网停运。同时发生了列车被困隧道内进水并导致乘客死亡的事故[14]。
- 杭州地铁2022年5月18日下午3点因湖水外溢导致1号线金沙湖站进水，九堡至高沙路站区间被迫停运。[15]
- 福州地铁2023年7月29日受颱風杜苏芮侵襲，福州地铁全线网车站暂停运营服务。[16][17]
- 港鐵2023年9月7日因暴雨導致觀塘綫黃大仙站進水，石硤尾至彩虹路段被迫停駛。

### 火災
昔日人們不太重視地鐵站內的防火設施，車站內一旦發生火災，瞬間就會充滿煙霧，而引發嚴重的災禍。1987年11月18日，英國倫敦地鐵國王十字聖潘克拉斯站發生火災，導致31人死亡。產生火災的原因之一是因為倫敦地鐵內採用了大量木質建築。日本各都市的地鐵部門在車站內實施禁煙政策來避免火災。同时还要求将车厢和车厢之间分割开来，避免采用大通道式（地铁列车不同车厢之间直接连通，不设置通道门）的地铁列车，万一发生火灾，可以防止火灾迅速蔓延至所有车厢。
2003年2月18日，韓國大邱廣域市的地鐵車站遭到縱火，12輛車廂被燒毀，198人死亡，148人受傷。這次火災產生如此嚴重死傷的原因除了車廂內部裝潢採用可燃材料之外，車站區域內排煙設施不完善也是重要因素，加上車輛材質燃燒時產生了大量的一氧化碳等有害物質，而導致不少人中毒死亡。

### 自殺式襲擊事件
由於地鐵站人流密集，又位於密閉空間，容易成為恐怖組織以及厭世人群實施自殺式襲擊的目標。在一些地区可能会采取相应的安全措施（如中国大陆的地铁系统会在入口处增添安检机器以防止袭击）。以下是一些知名袭击事件
- 1995年3月20日在日本東京地鐵站，奥姆真理教發動了沙林毒氣襲擊。
- 2001年9月11日在美國紐約的九一一袭击事件中，地鐵雖然不是恐怖主義者直接攻擊的目標，但是倒塌了的紐約世貿大樓的正下方的世貿科特蘭車站，而地鐵車站也因為建築的倒塌而被破壞，站內部分乘客因此死亡。
- 2003年2月18日，大韓民國大邱地鐵遭到毒狼式恐怖主義縱火。大邱地鐵採用列車座位採用易燃且會產生有毒氣體之物料及內部管理混亂，導致事件擴大化。最終導致192名乘客死亡，147人受傷。
- 2005年7月7日在英國倫敦地鐵發生了爆炸事件。
- 2010年3月29日，在俄羅斯莫斯科地鐵發生炸彈襲擊，導致40人死亡。
- 2014年5月21日，在臺灣台北捷運發生隨機殺人事件，造成4死24傷。
- 2014年9月9日，在智利聖地亞哥地鐵發生炸彈襲擊，造成14傷。
- 2016年3月，比利時布魯塞爾地鐵馬爾貝克站地鐵站發生炸彈襲擊。
- 2016年7月，台灣台鐵發生臺鐵爆炸案，25人受傷。
- 2017年，聖彼得堡地鐵發生爆炸，造成14人死亡。
- 2021年10月31日，東京發生日本京王線隨機殺人縱火事件，導致17人受傷，是京王電鐵自1948年通車營運以來，首起具致命性的公共安全犯罪事件。

### 地鐵空氣壓力
地鐵因列車在隧道內高速移動，可能產生隧道及車廂內的壓力劇烈改變，而造成旅客感覺不适，或者影響設備的使用壽命，其壓力改變現象可詳活塞效應。地鐵因列車高速移動產生的壓力波若傳抵隧道出口，將產生隧道口微壓波噪音，干擾附近住民休息。

### 墜軌問題
昔日人們不太重視月台候車乘客的安全，隨著墜軌事故近年愈趨常見，不僅造成列車延誤，使用軌道供電的線路更可能導致墮軌者觸電致死，故此月台閘門/幕門受到重視。現時亞洲大部分城市軌道交通系統的新建線路全線安裝月台門，既有線路則逐步加裝。在歐洲、大洋洲及南美洲，部分新建線路裝設月台門，既有路線則暫不加裝。至於北美洲則仍未有裝設月台門的地鐵系統。

### 强风
强风虽然对地下段铁路没有任何影响，但是如果地铁的某一路段位于地上，甚至有可能会波及不少同线路的部分地下路段也被逼停止运作。这在广州和香港的地铁系统中影响最为明显。

## 地鐵之最

### 最深的地鐵
有些城市的土質不穩，或者為了戰略需要，隧道要挖得特別深。俄羅斯聖彼得堡地鐵有很多车站埋深超過50米，包揽全俄最深的10个地铁站里面的9个（只有第2深的站点是莫斯科的胜利公园站）。
然而，世界最深的地鐵車站並沒有定論。根据公开的数据，重慶軌道交通9號線紅岩村站距離地表最深足足116米，和基輔地鐵兵工廠站（105.5米）是全球最深的地铁站。然而，有传俄羅斯莫斯科2號地鐵最深處達地下200公尺，平均深度亦達100公尺。

## 相片集

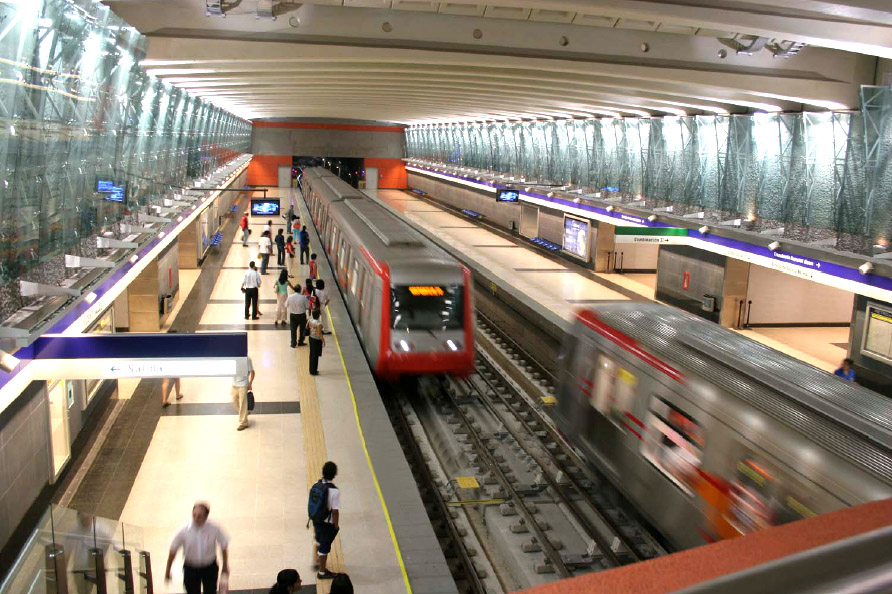
智利聖地牙哥地鐵
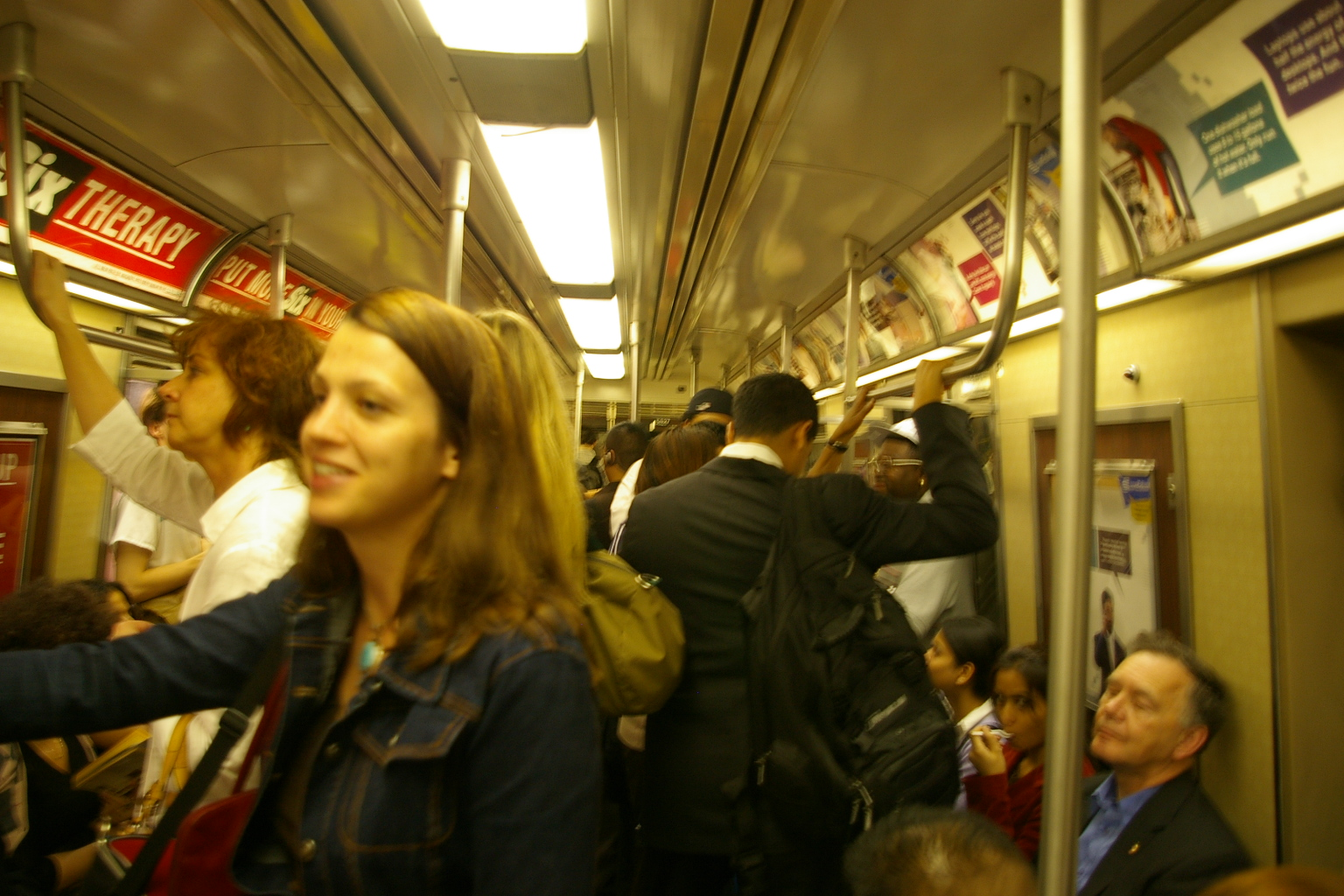
美國紐約地鐵車廂內
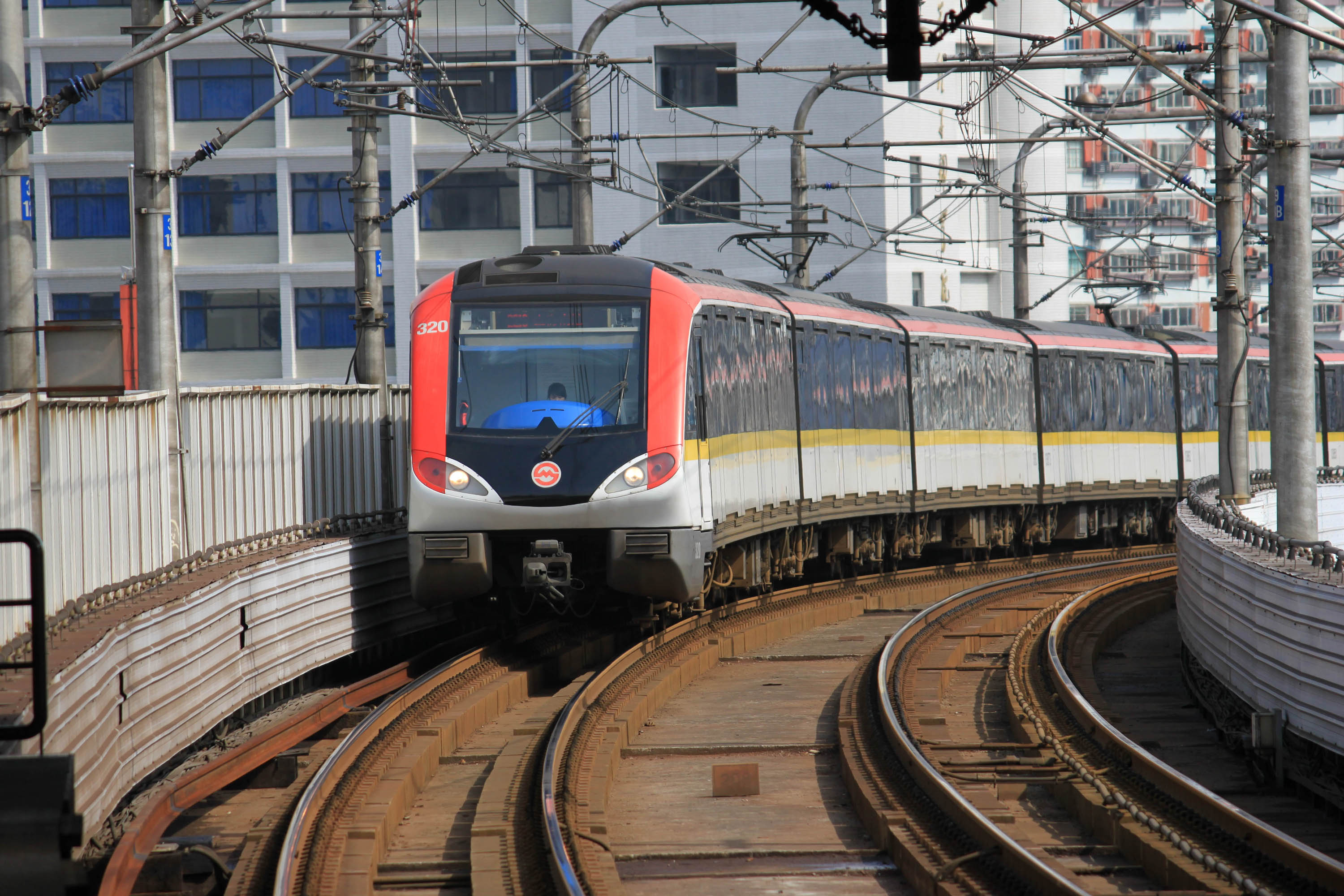
以高架为主的上海地铁3号线
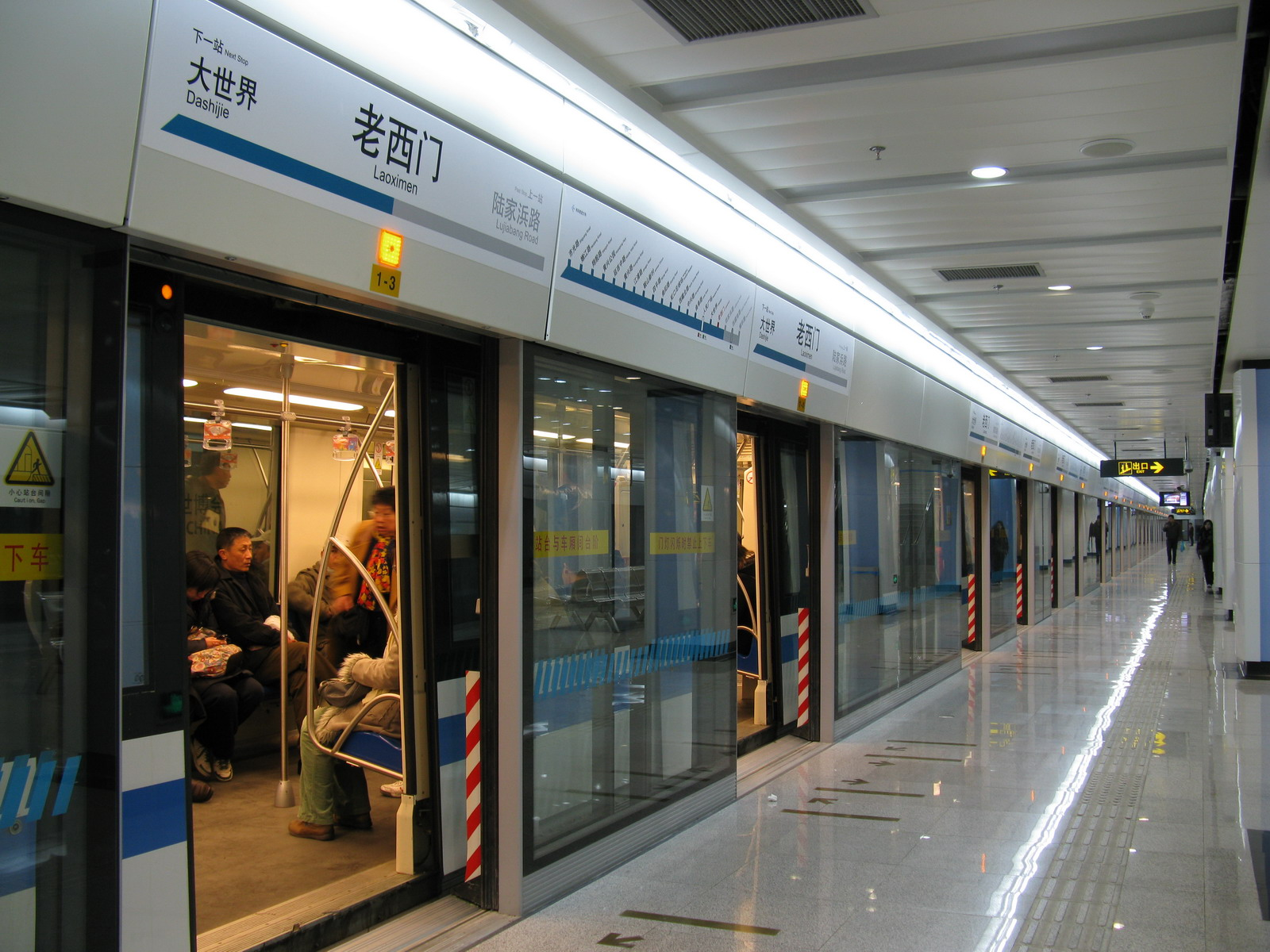
上海地铁8号线老西门站
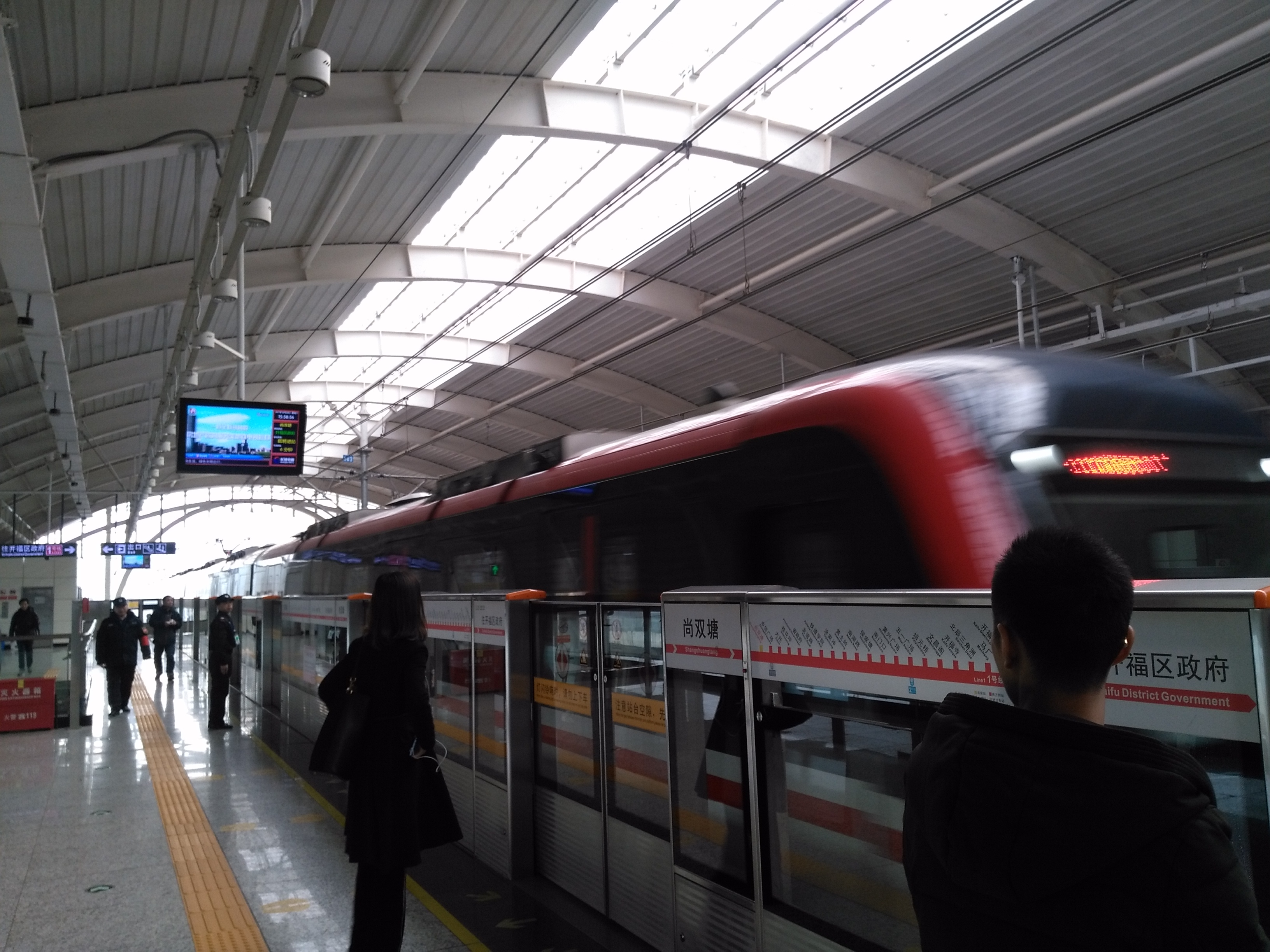
一列即将停泊于尚双塘站的列车
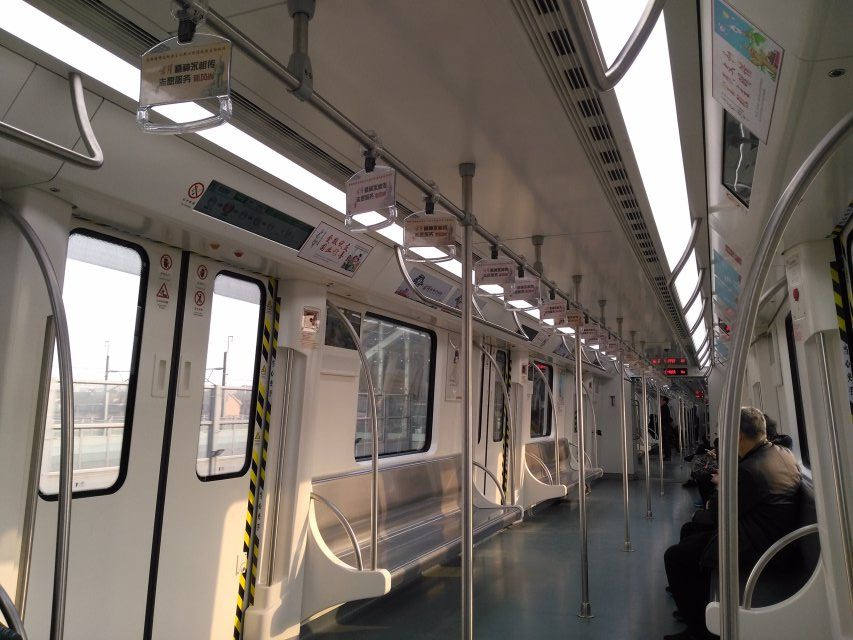
列车车厢
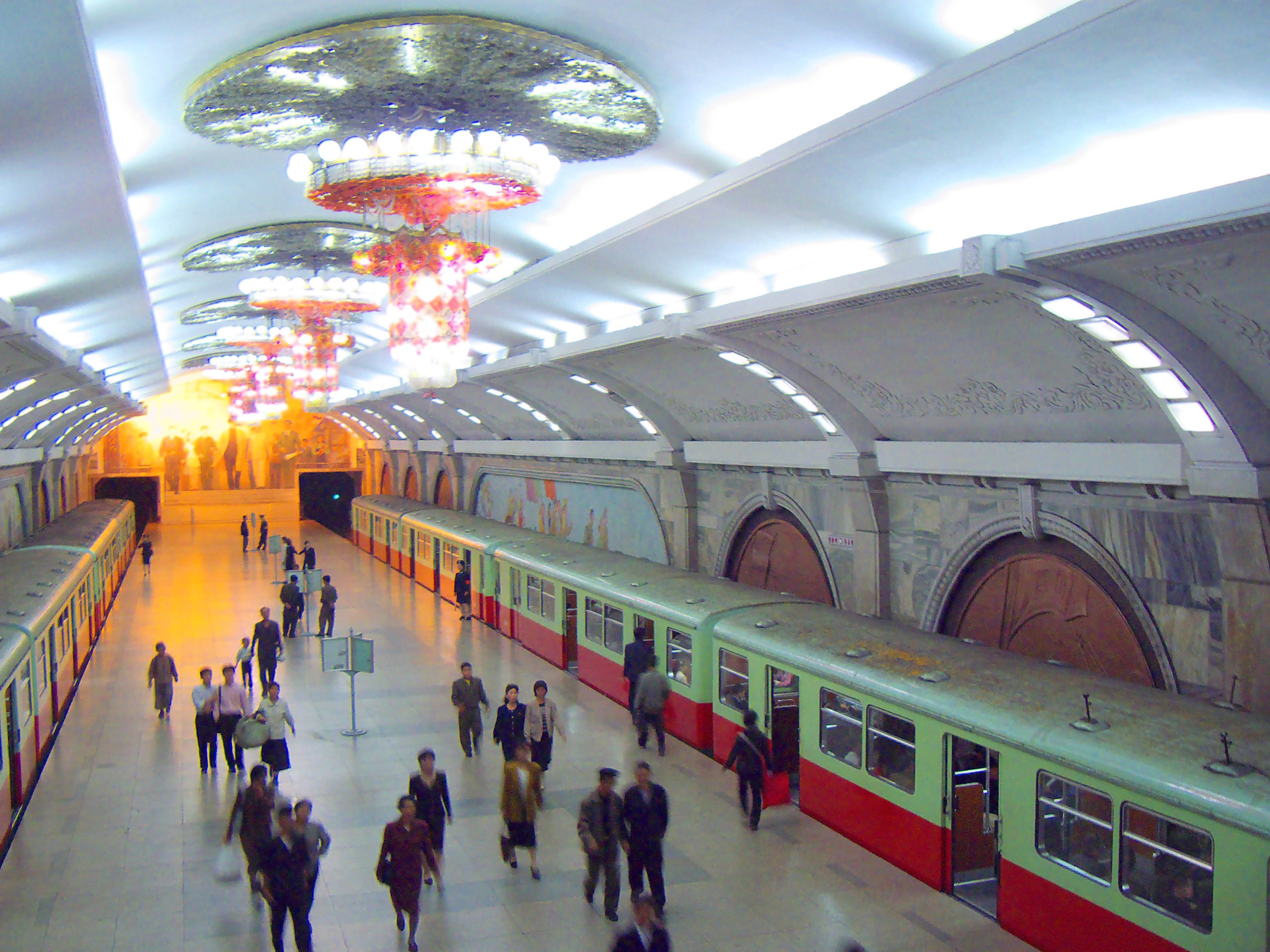
朝鲜平壤地鐵
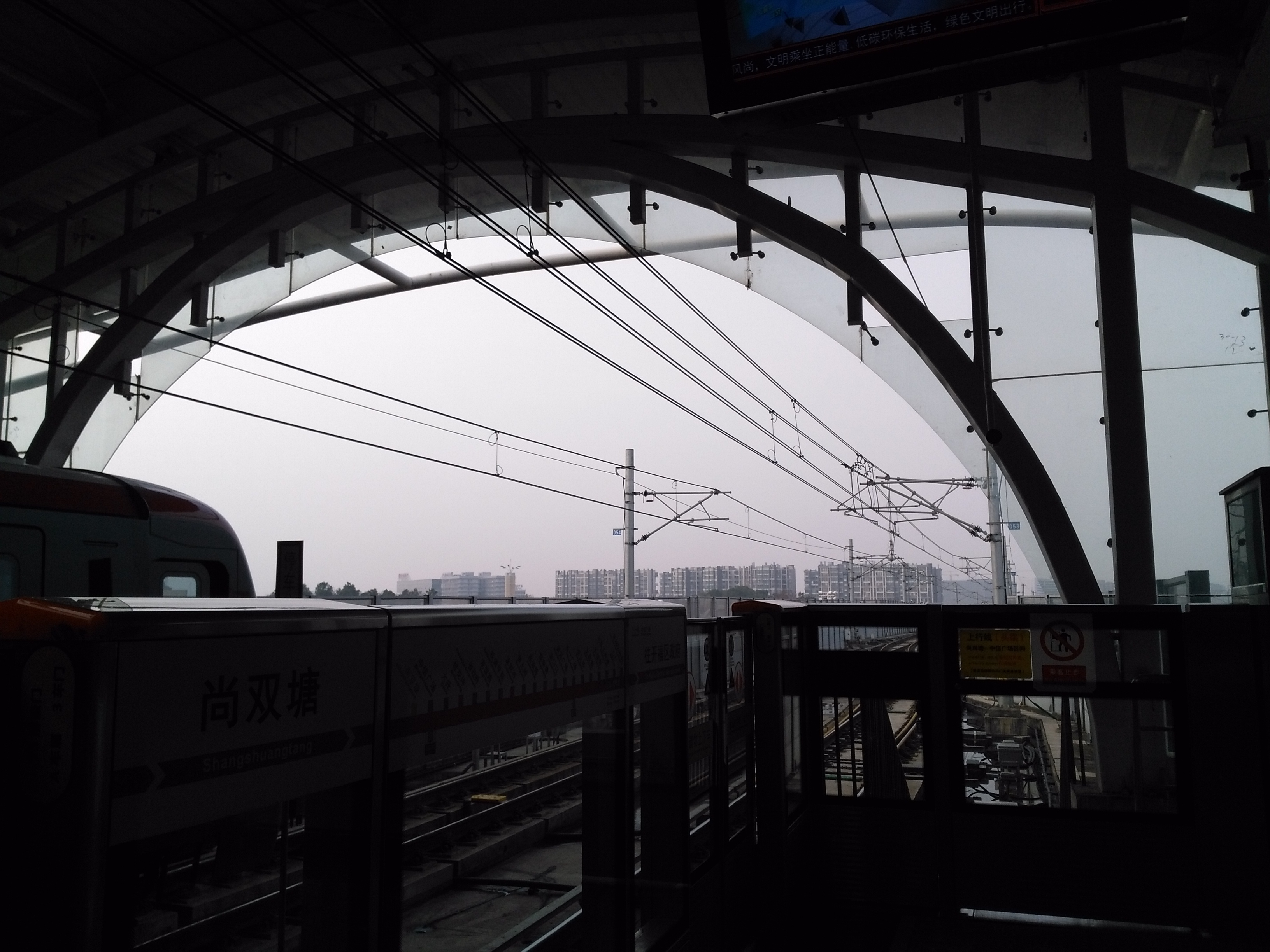
尚双塘高架站内景
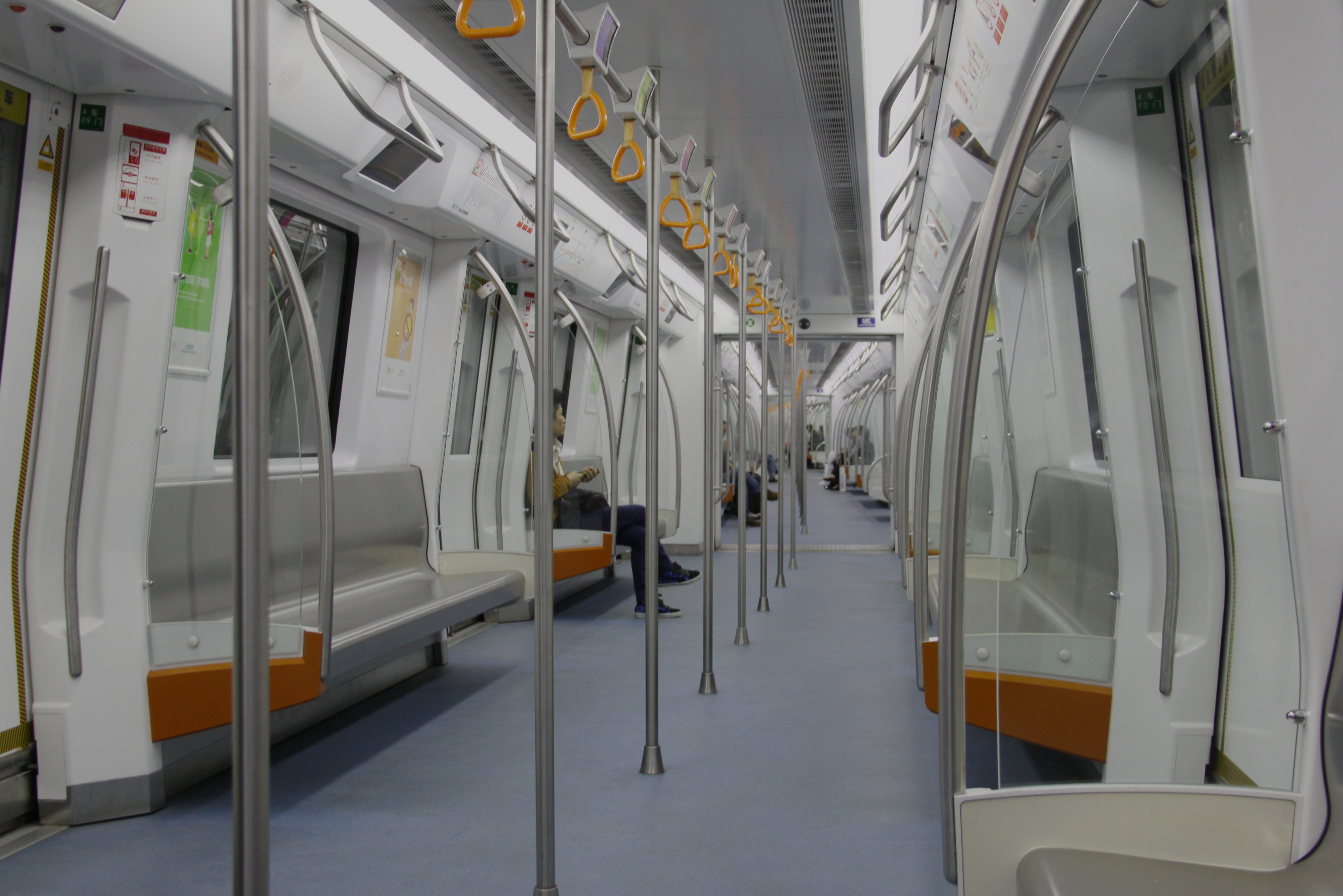
深圳地铁2號綫车厢内景
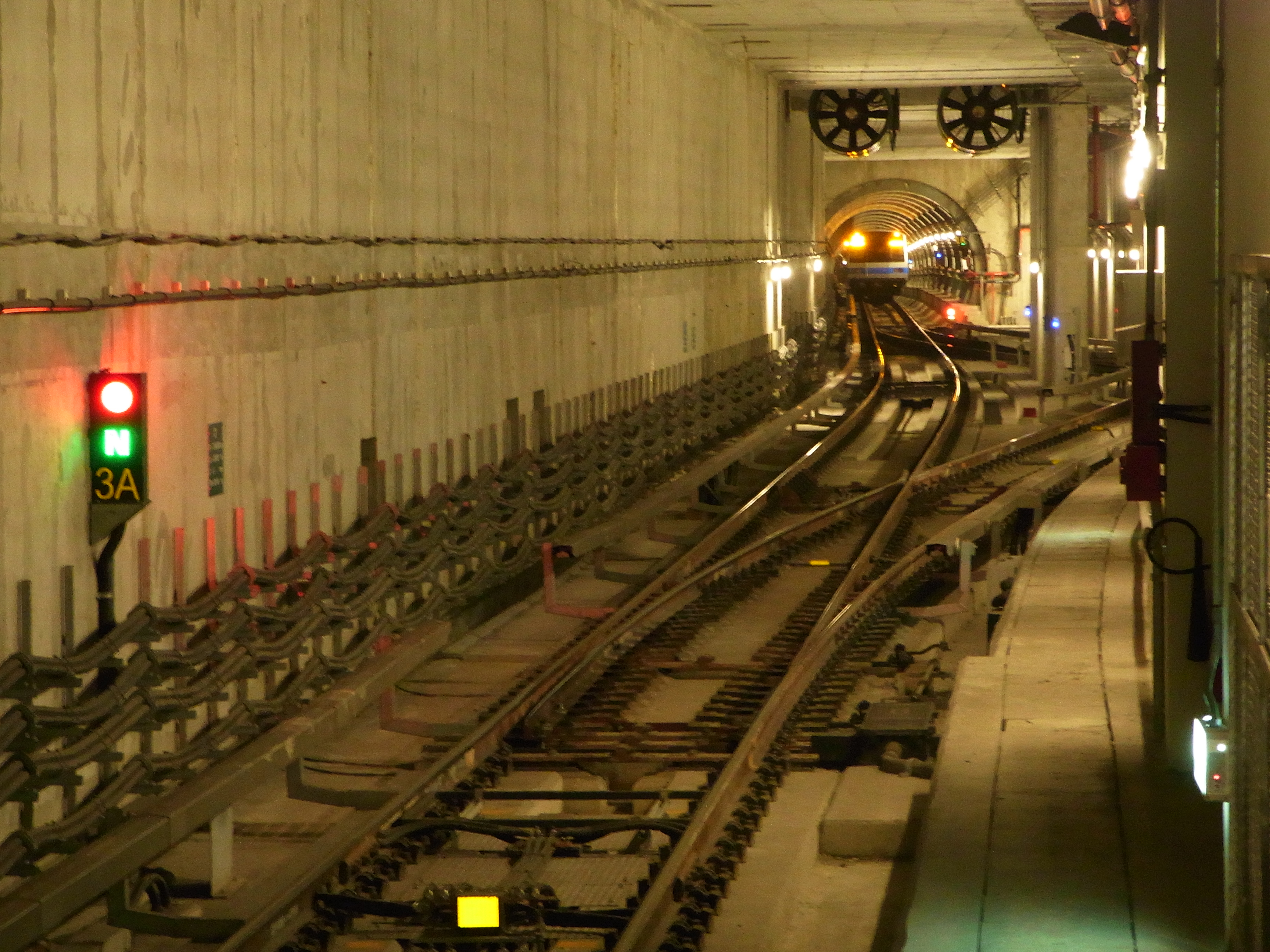
台北捷運中和新蘆線忠孝新生站南側的行車隧道。
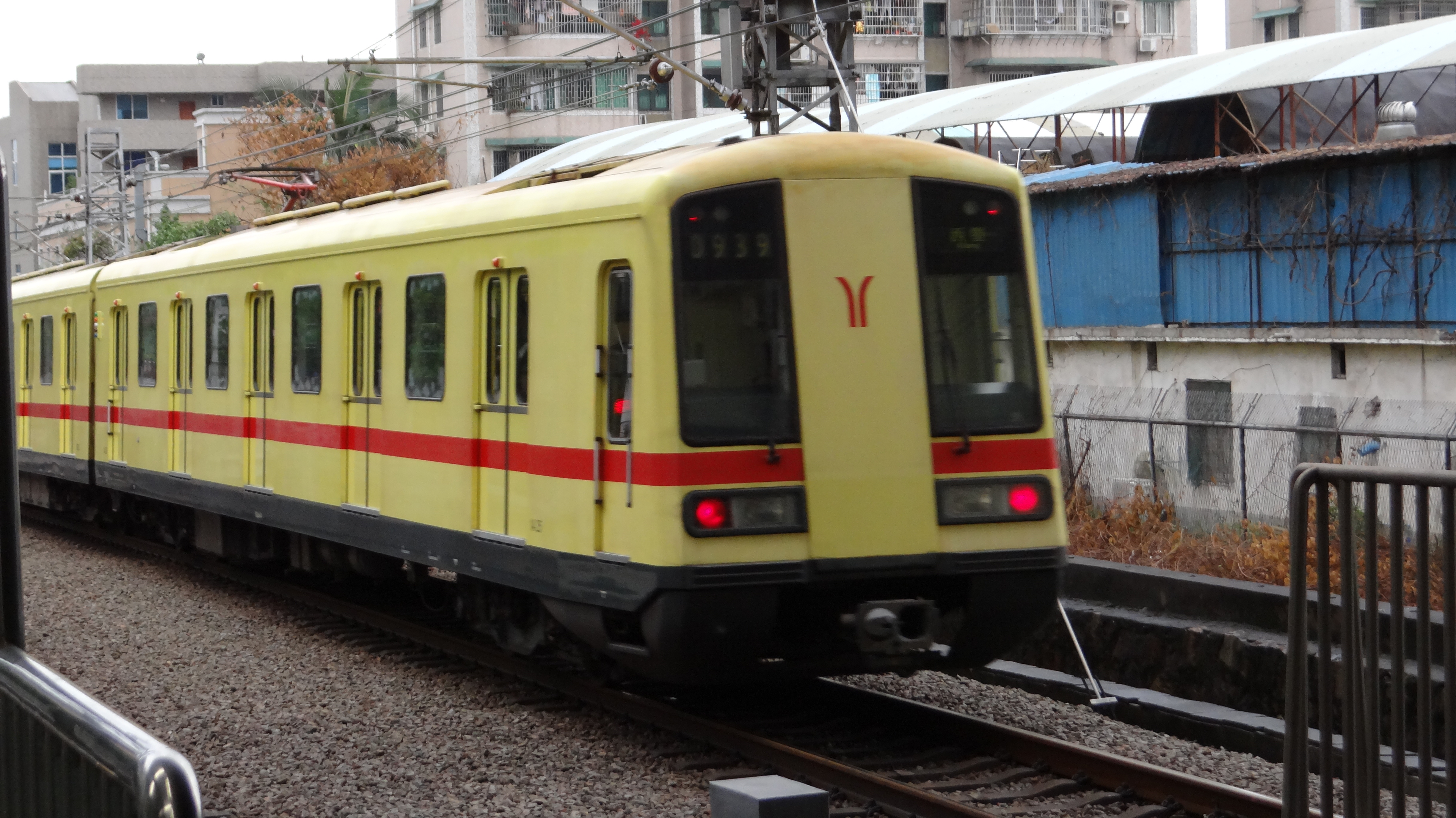
廣州一号线列車
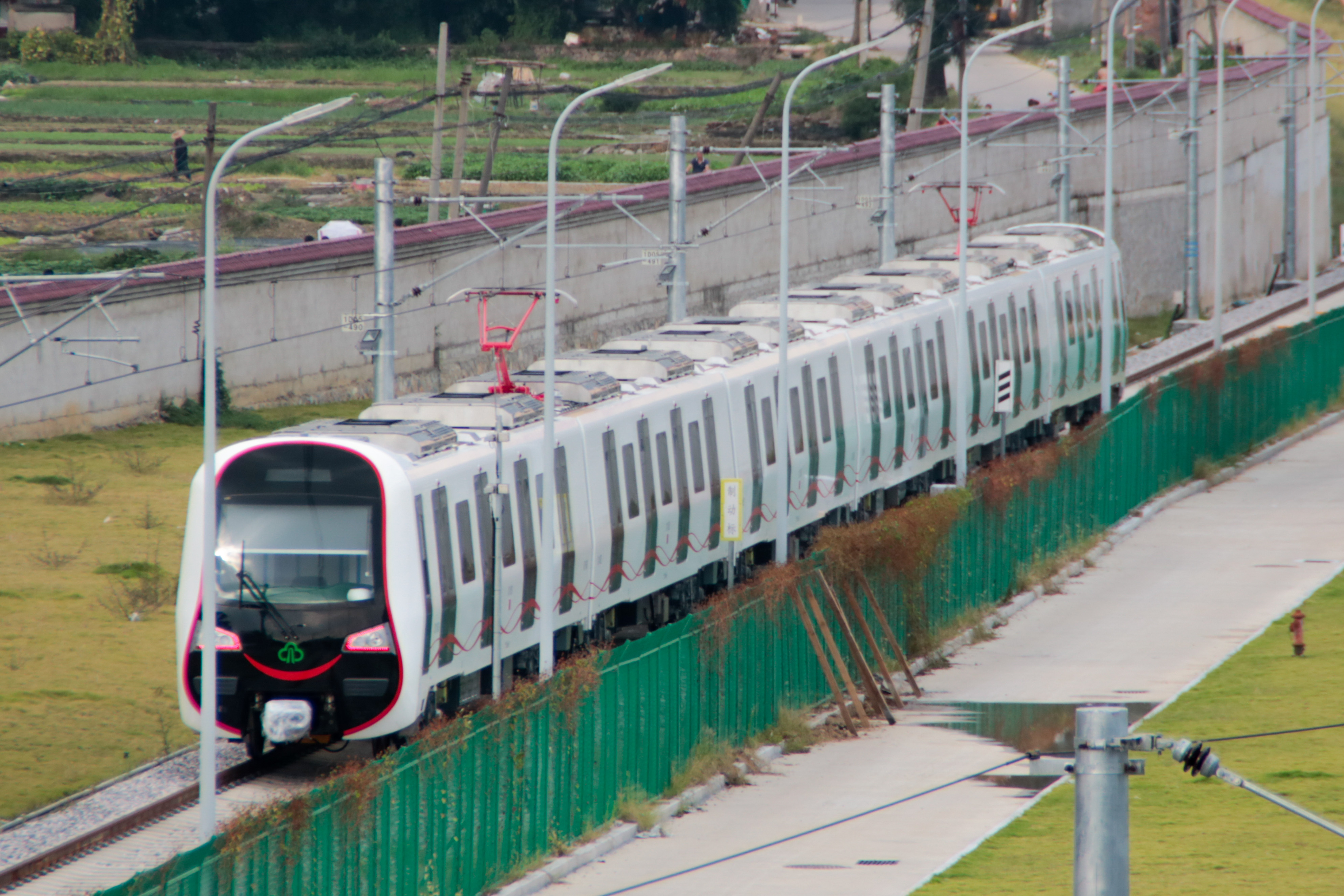
福州一号线列車
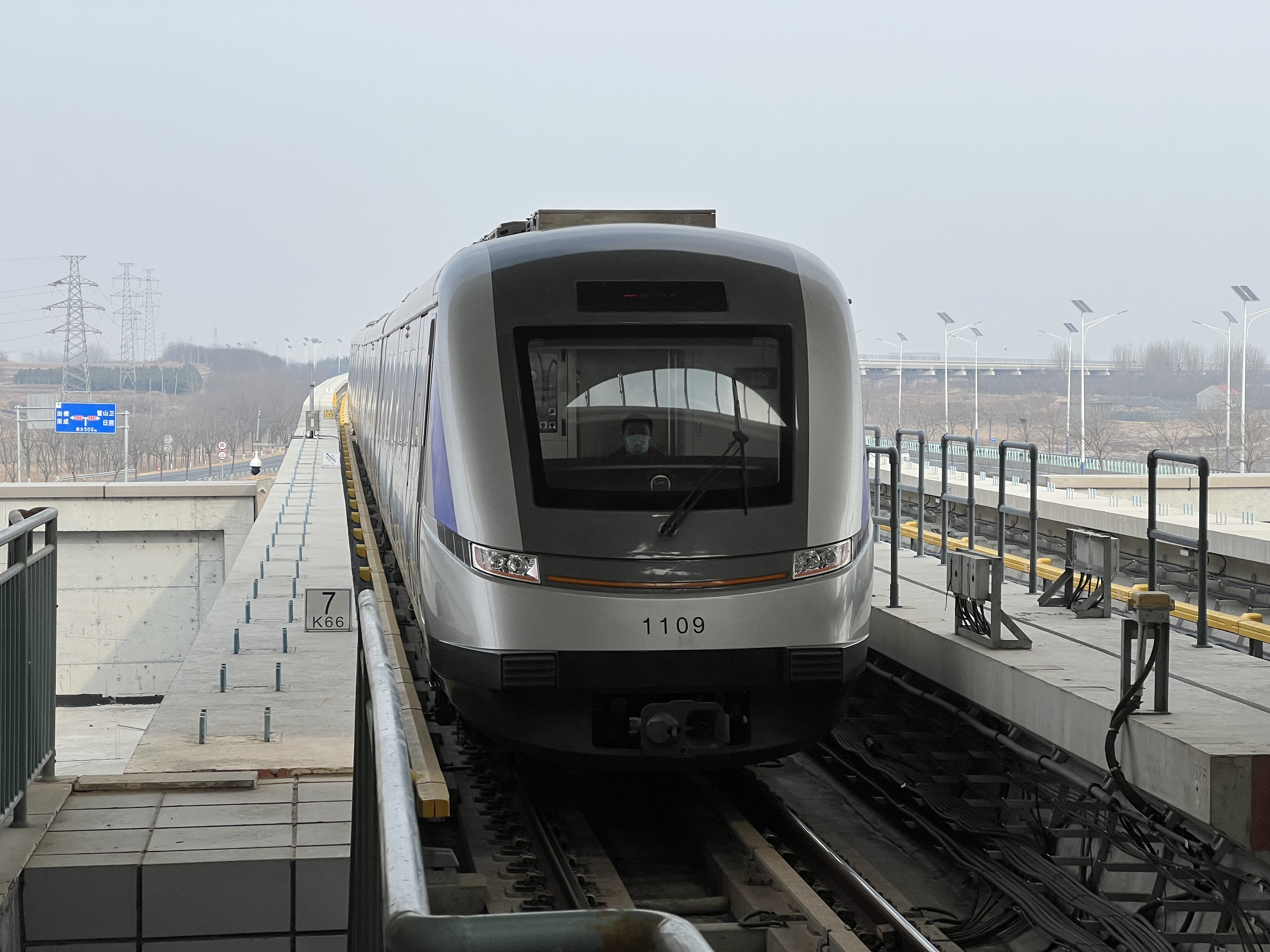
青岛地铁11号线列车
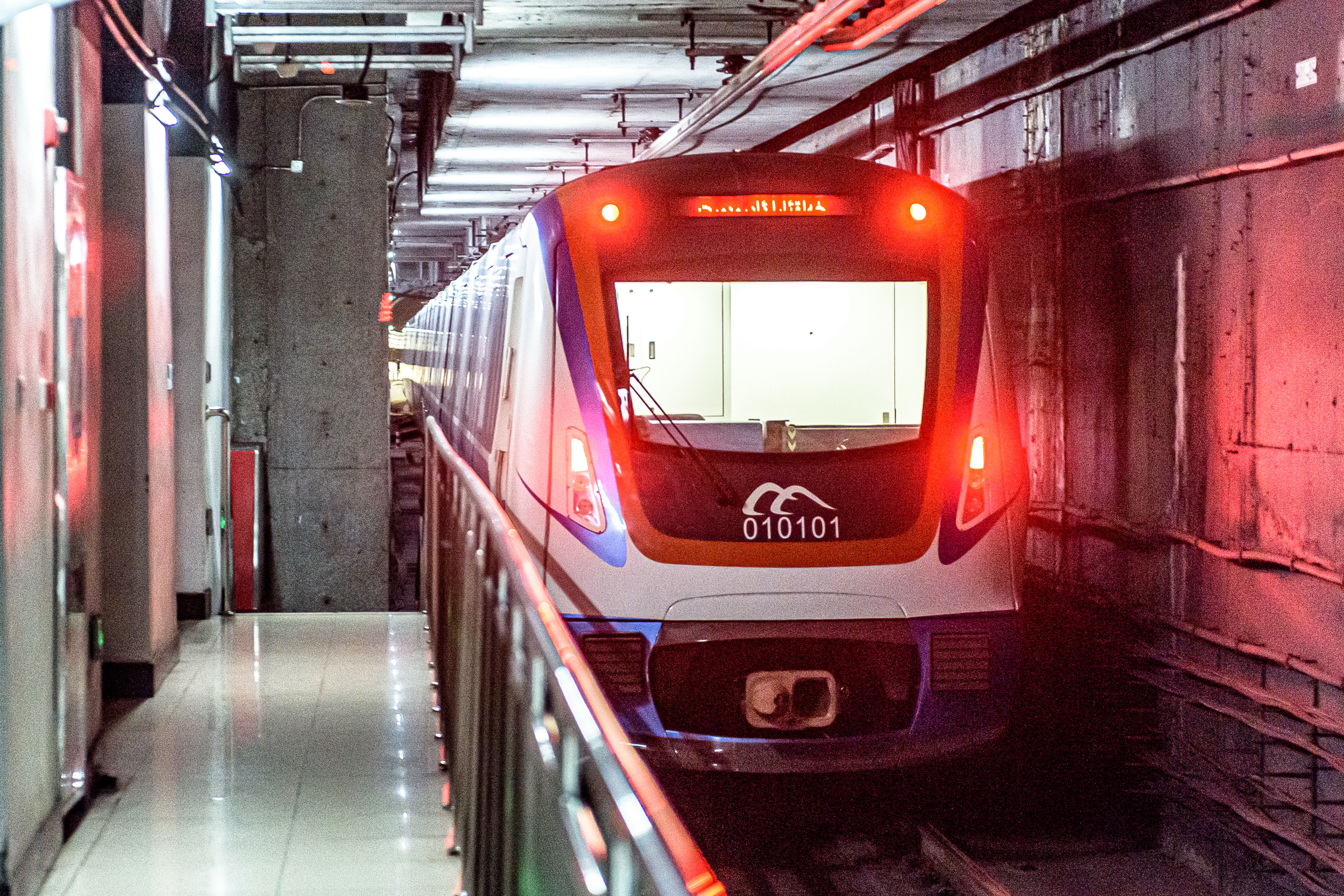
烏魯木齊地鐵1號線
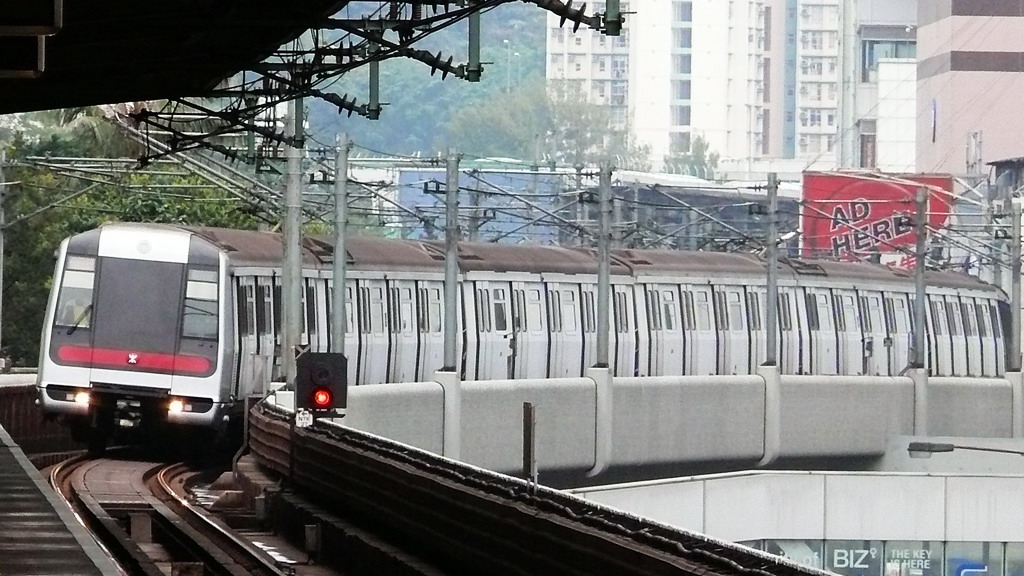
港鐵 M train
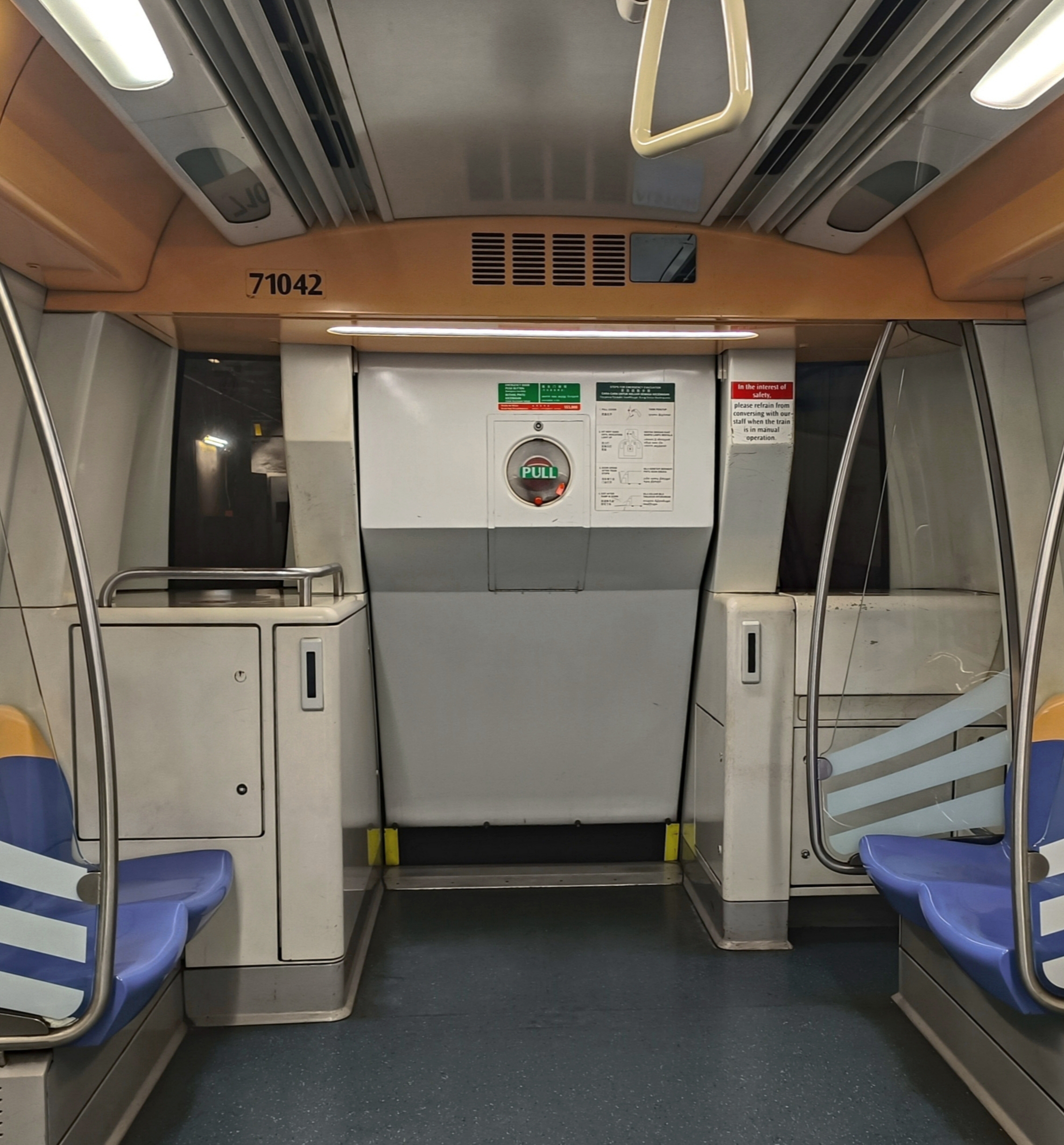
新加坡地铁车厢内
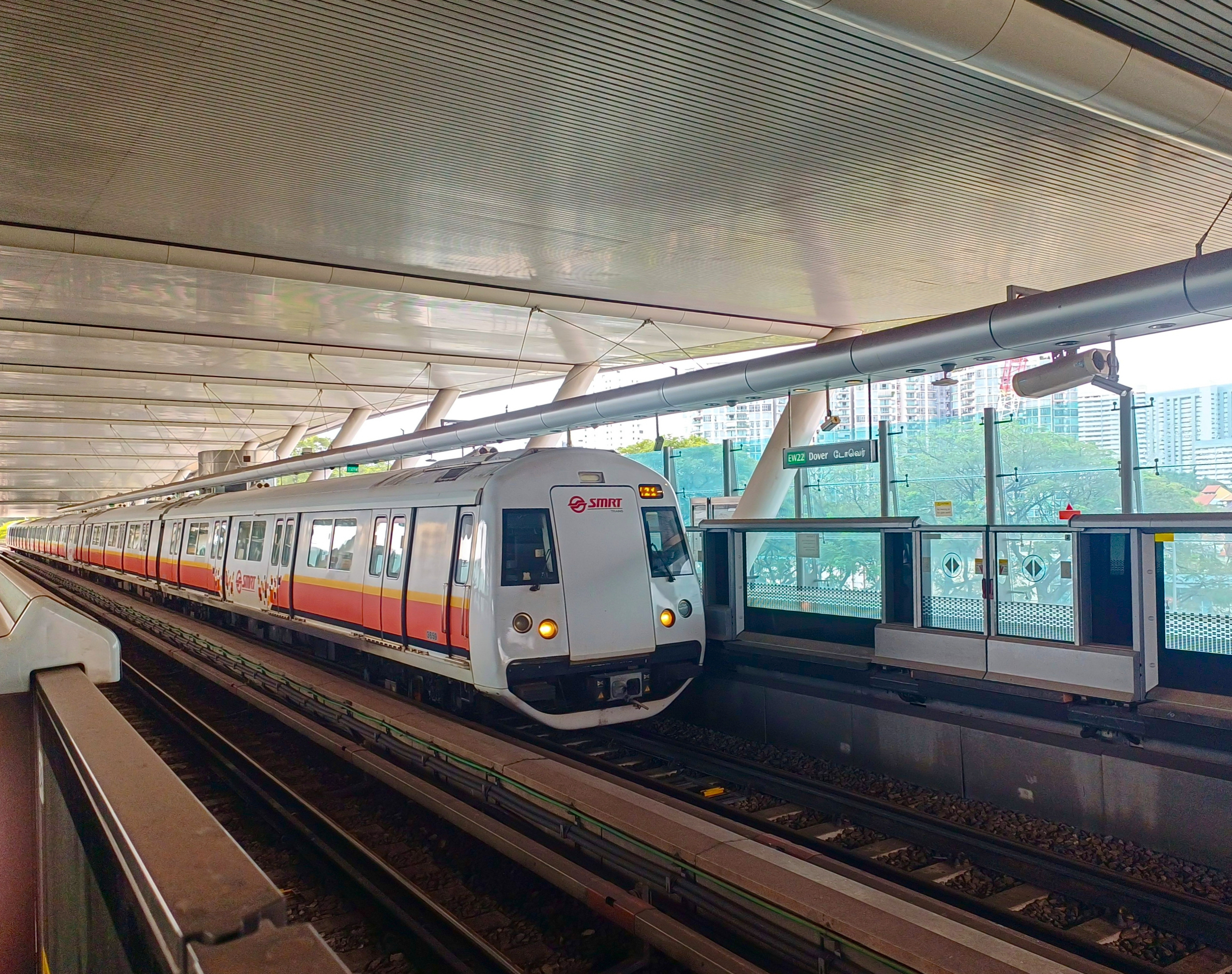
新加坡东西线列车
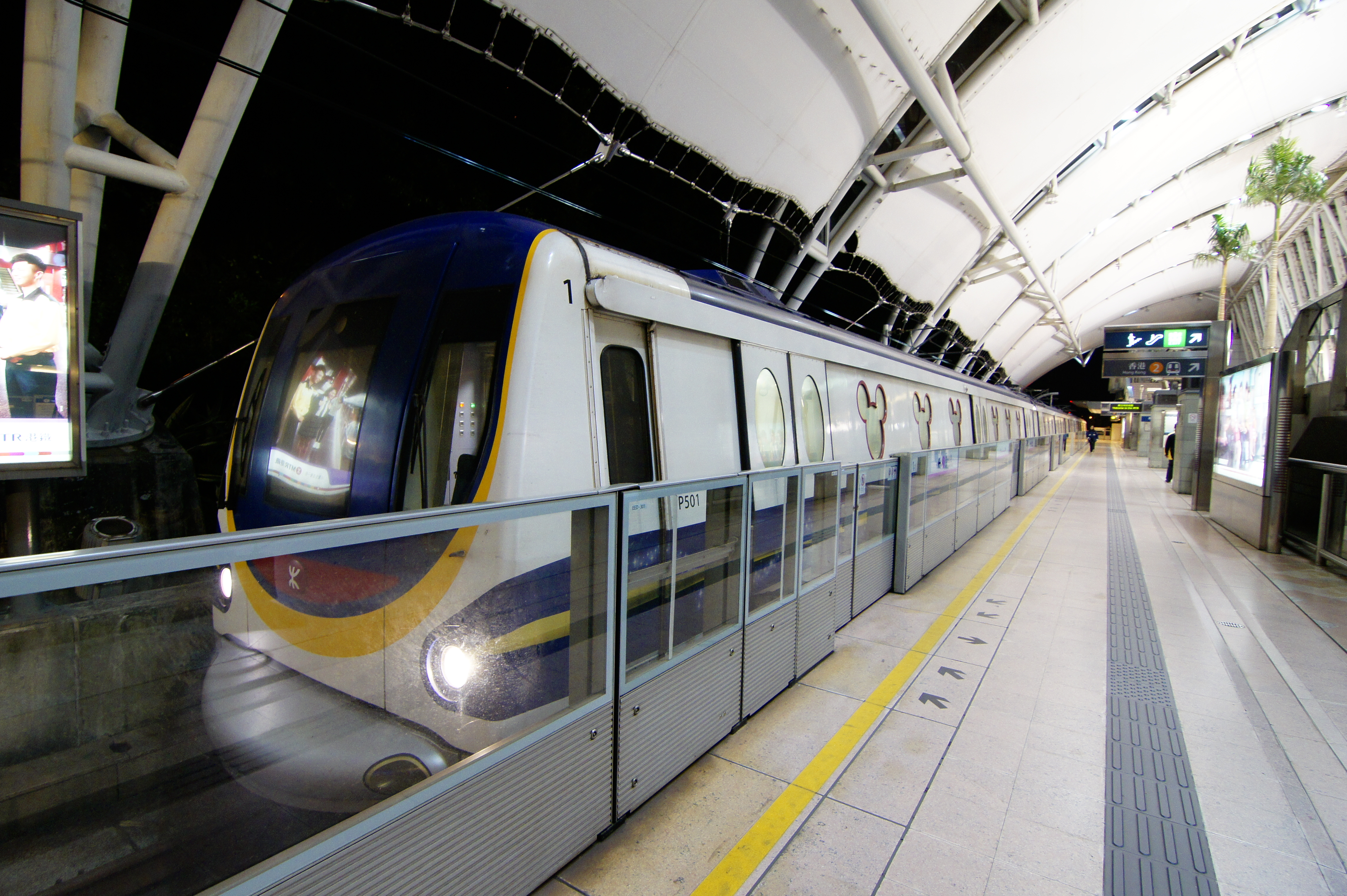
港鐵迪士尼綫列車
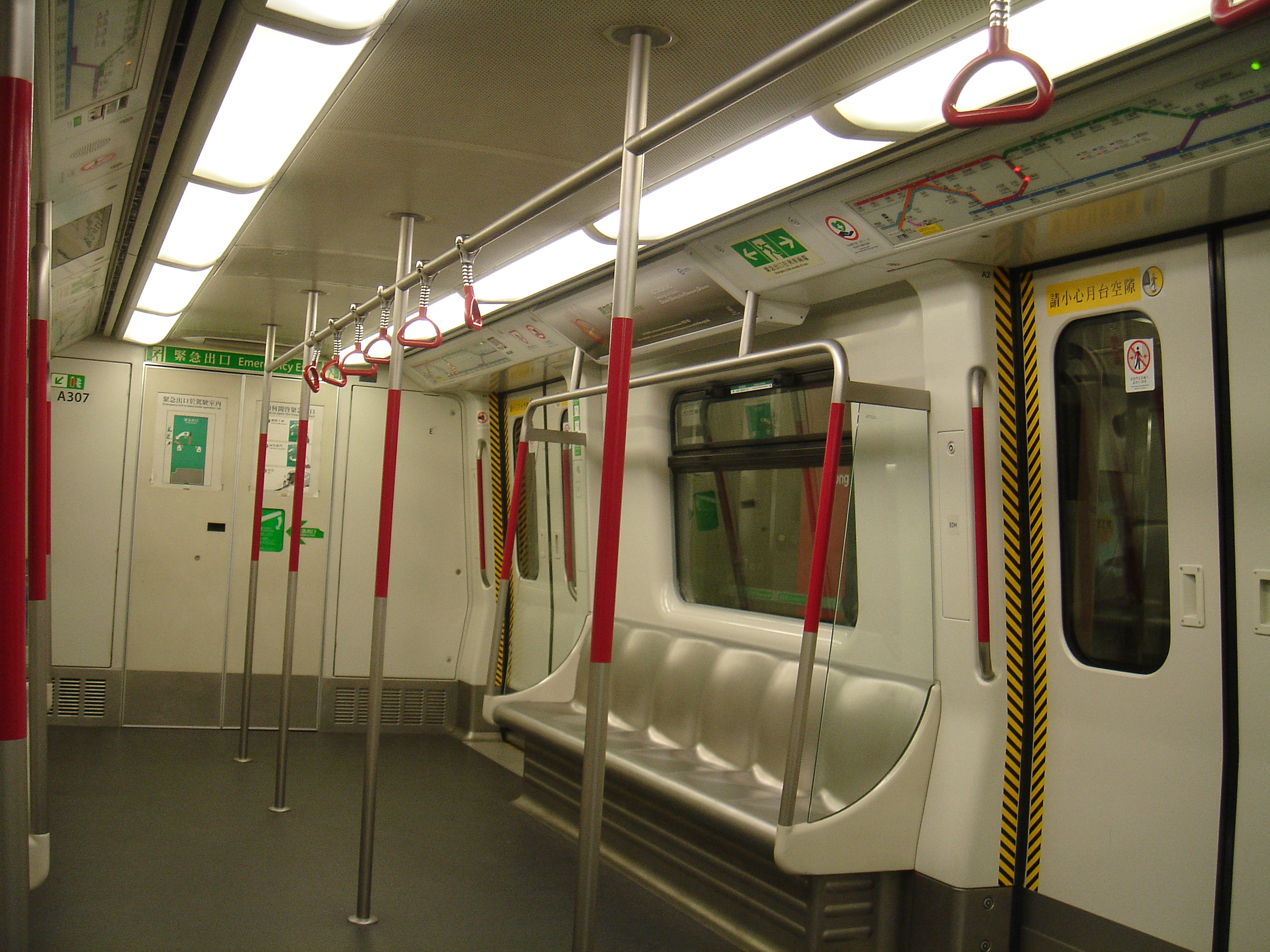
港鐵K train車廂內
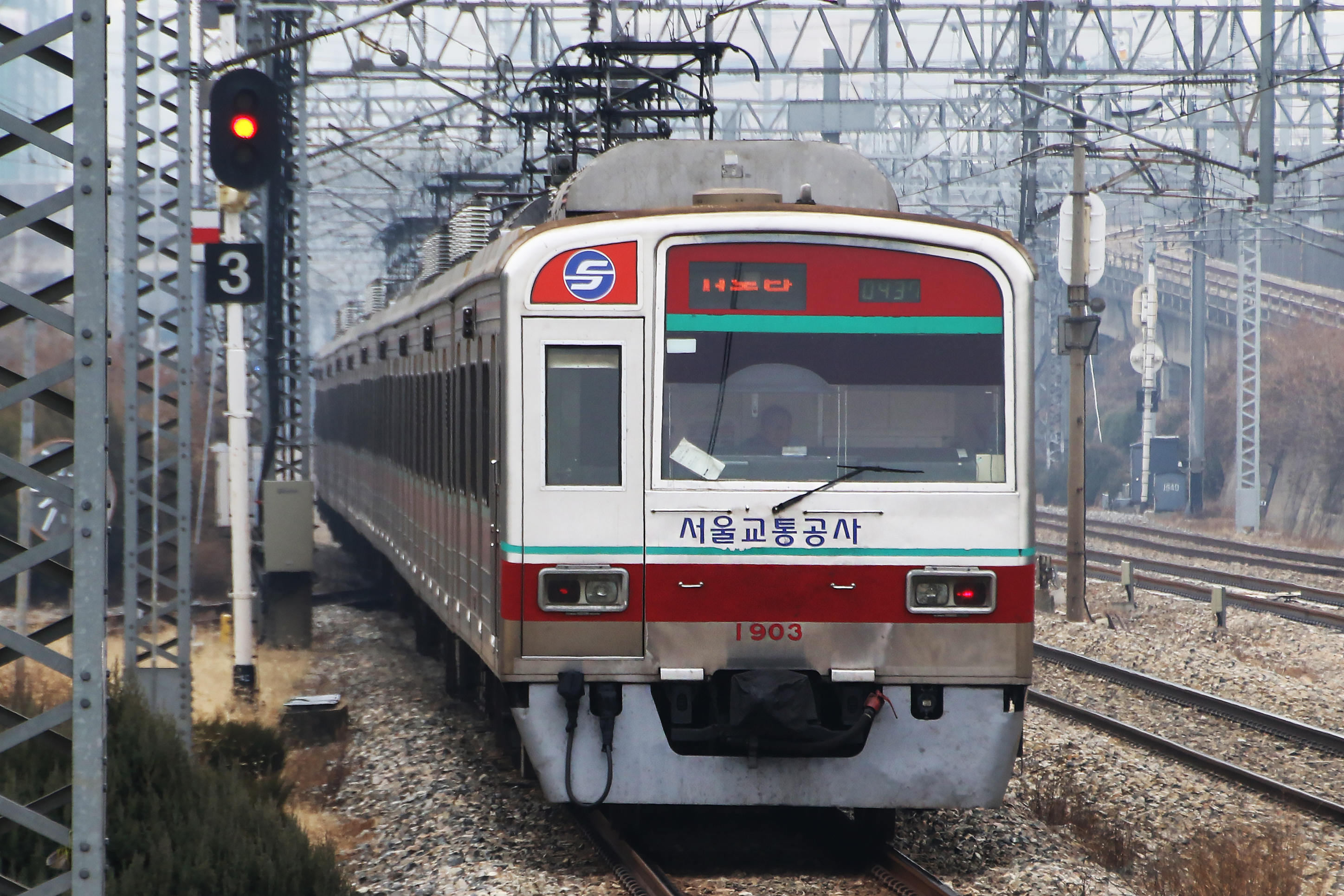
首都圈電鐵1號線
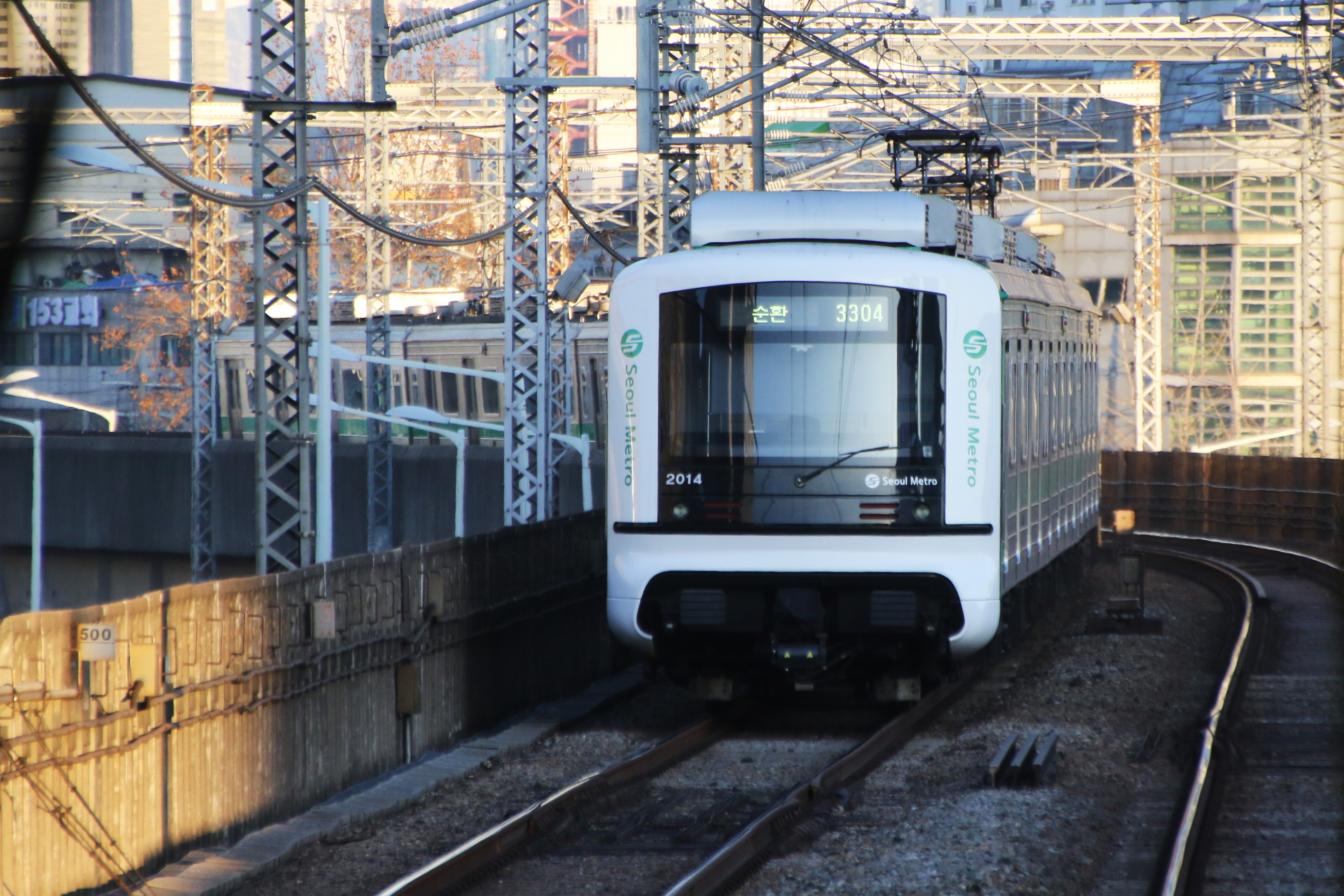
首爾地鐵2號線
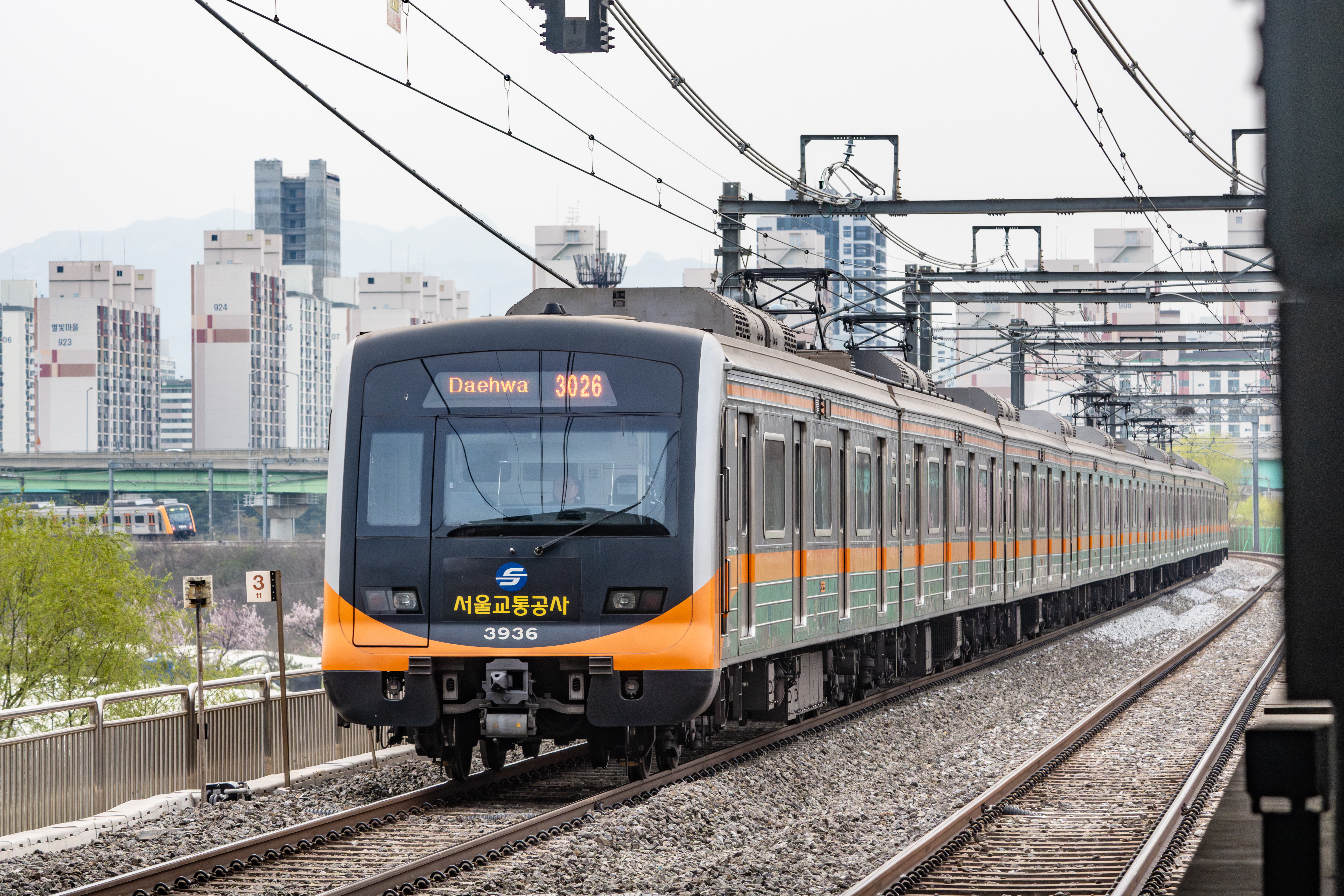
首都圈電鐵3號線
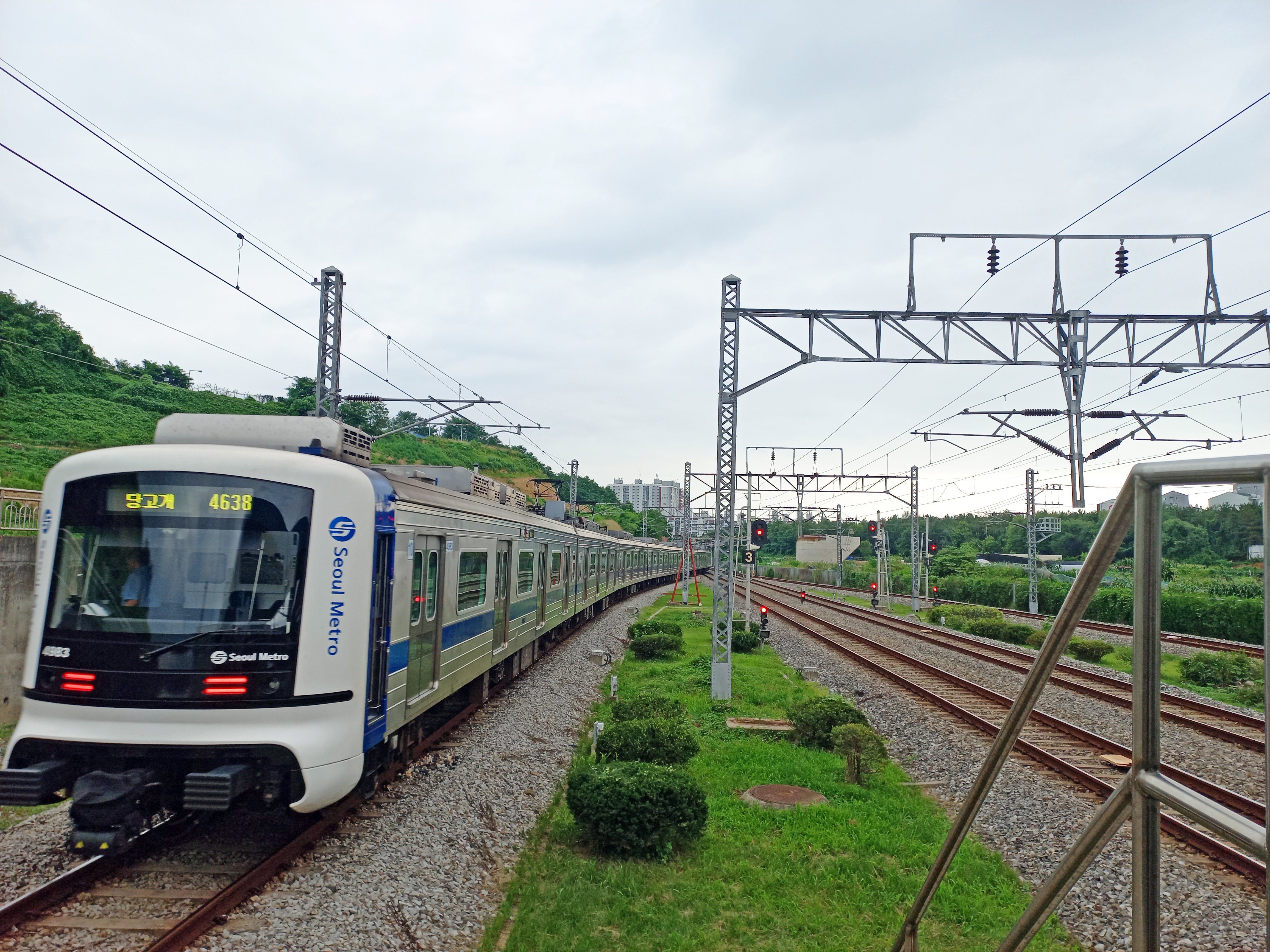
首都圈电铁4号线
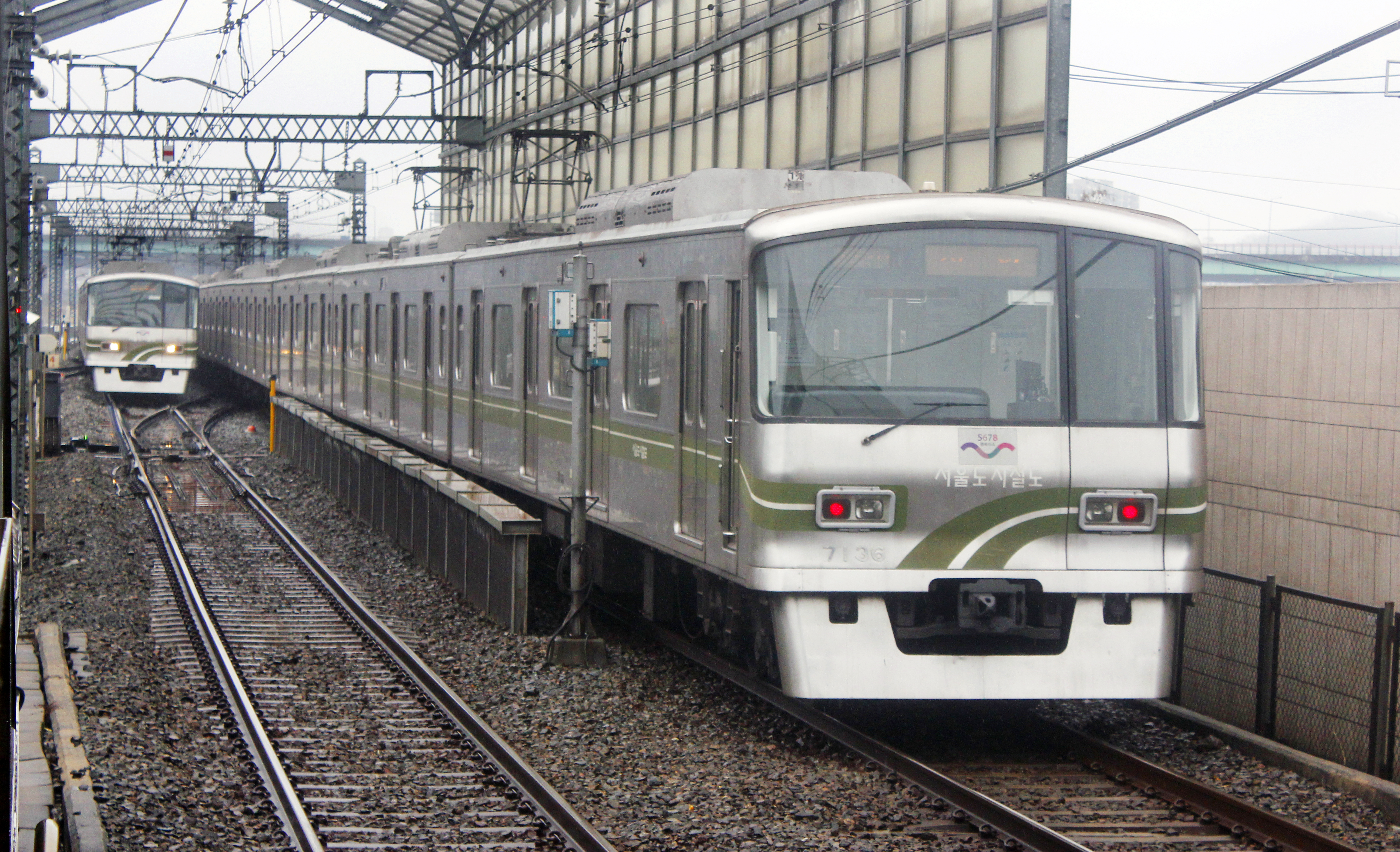
首爾地鐵7號線
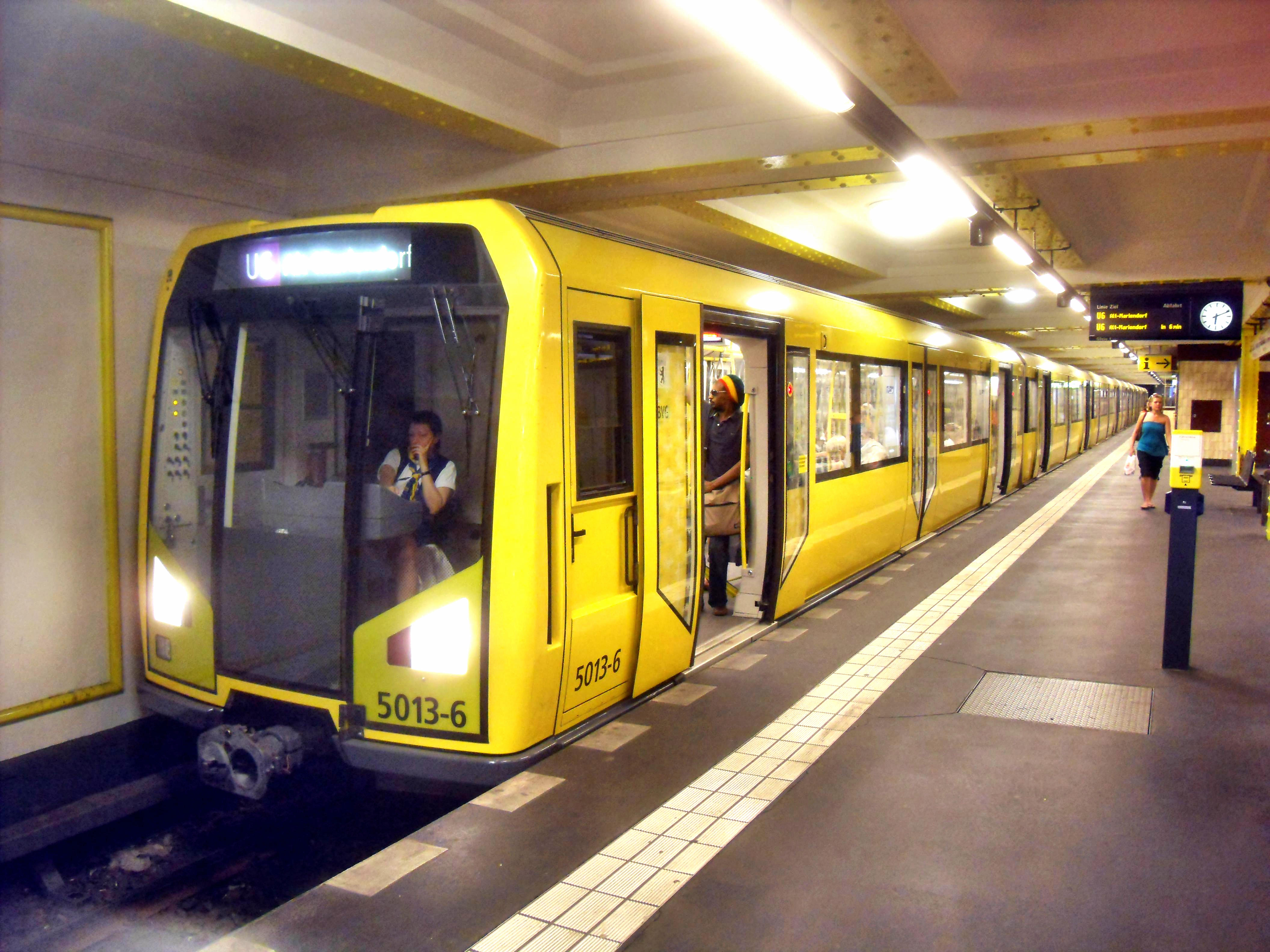
柏林地鐵

## 外部連結
- （英文）Subways.net（页面存档备份，存于）
- （英文）Urbanrail.net（页面存档备份，存于）